# Jakobsweg

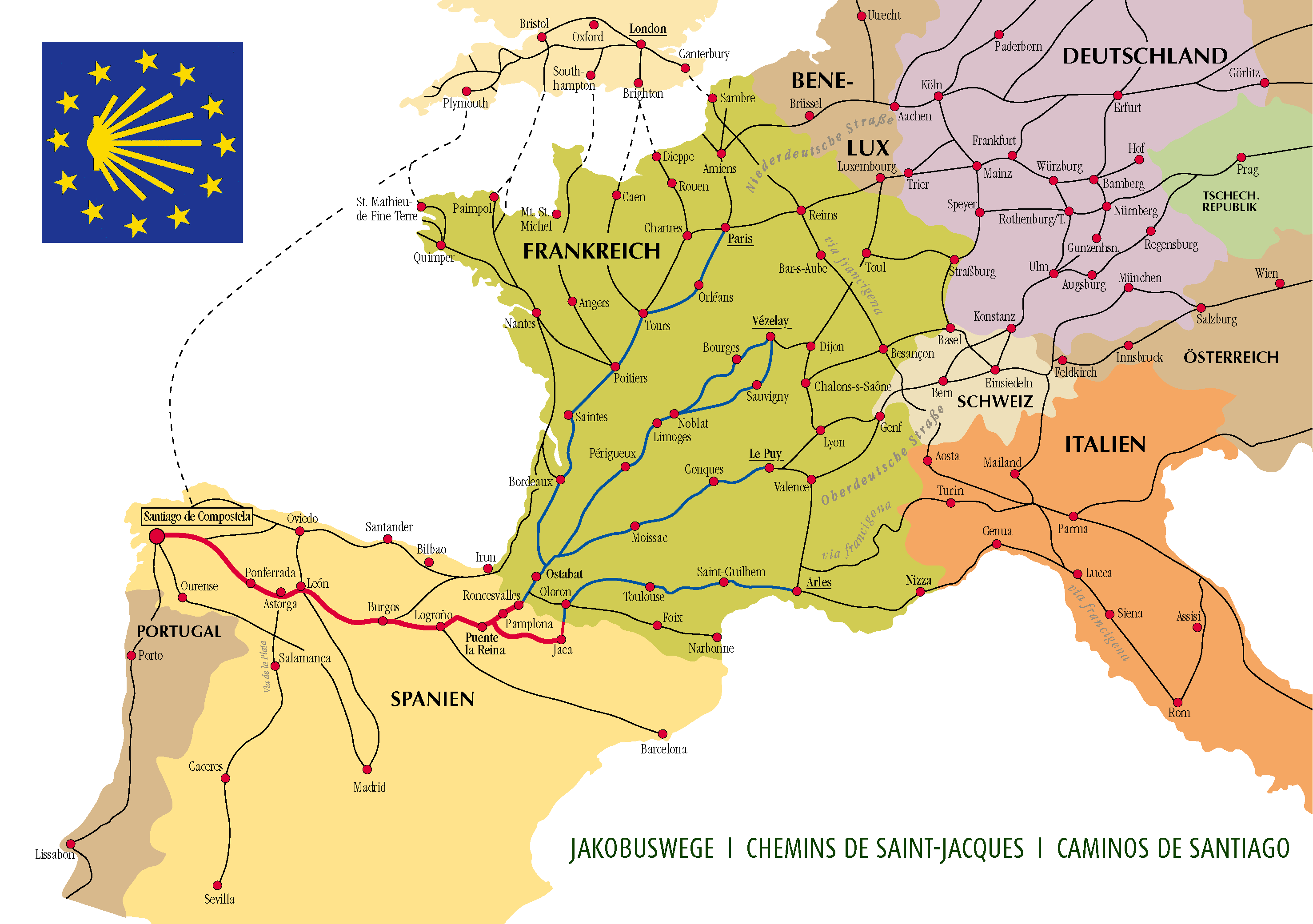
Jakobswege in Europa

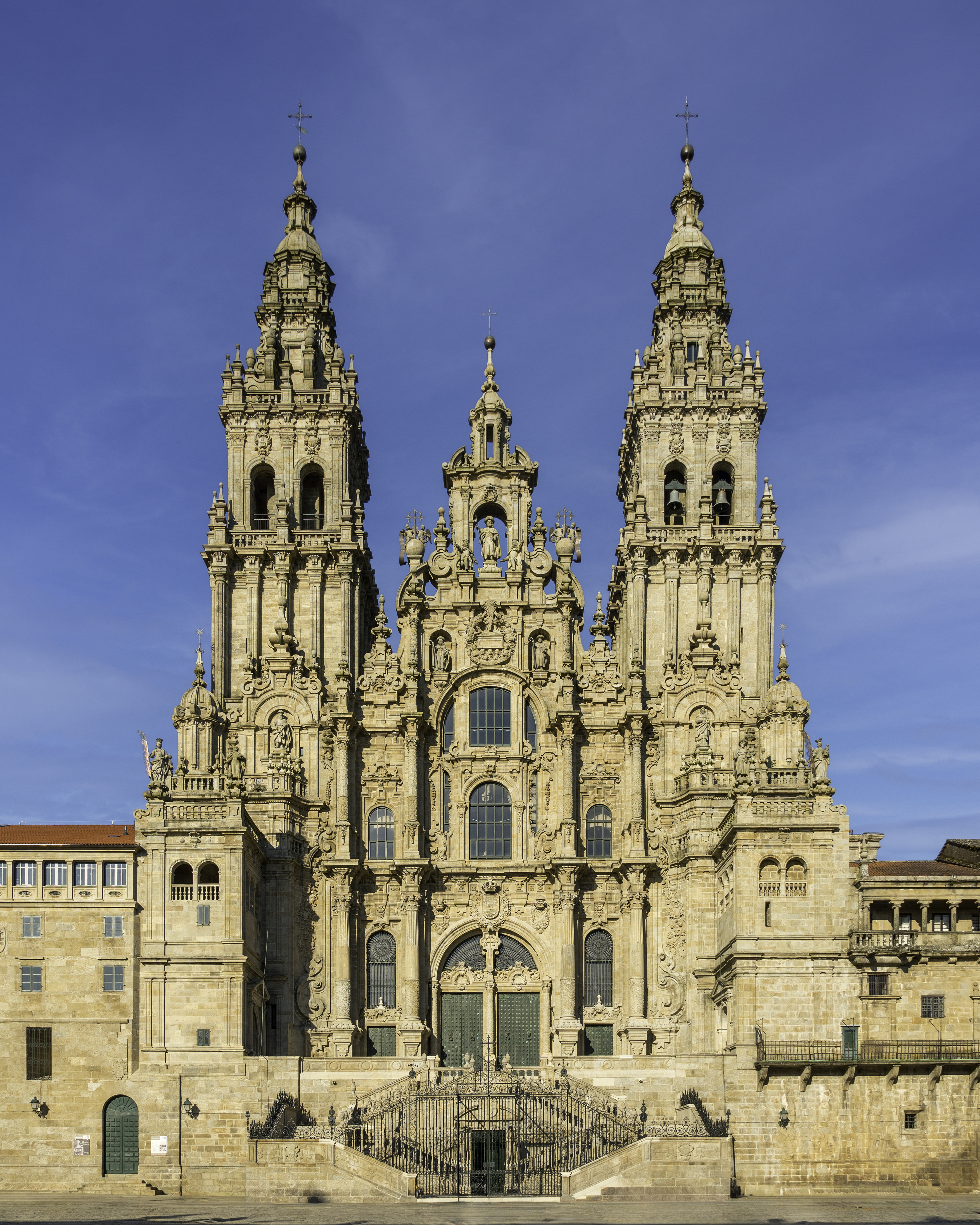
Kathedrale von Santiago de Compostela, Ziel des Jakobsweges

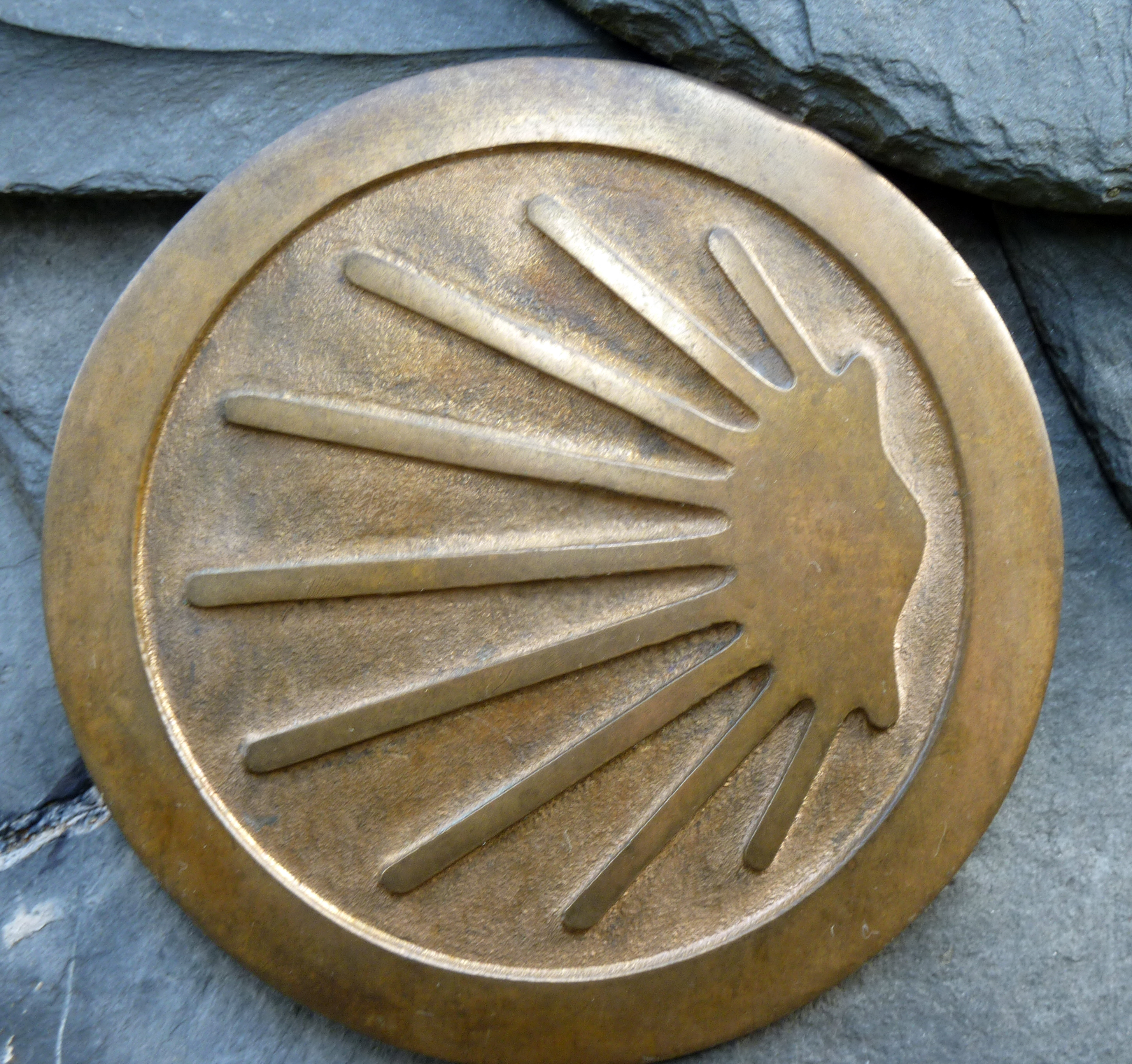
Die Jakobsmuschel ist das Symbol für den Jakobsweg

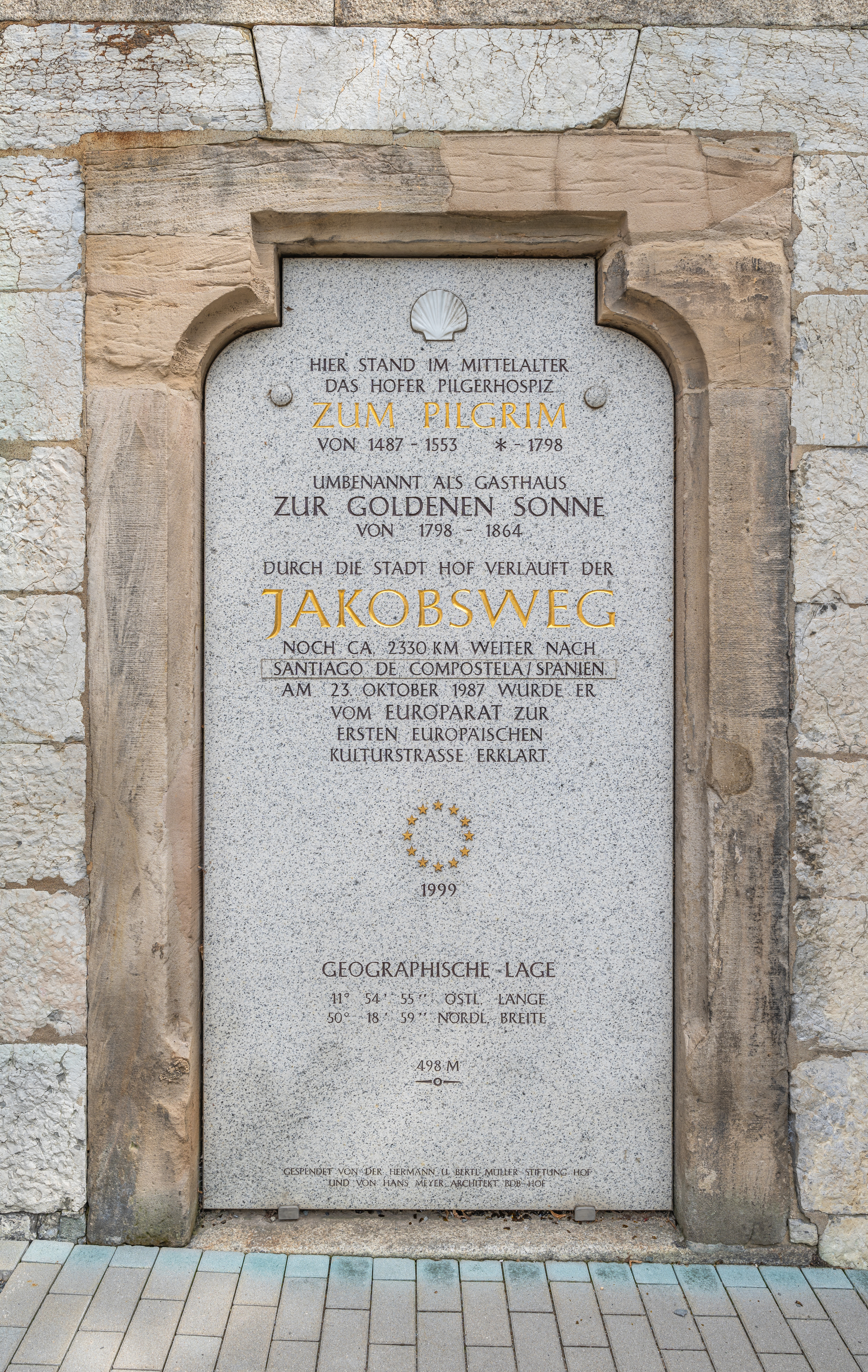
Gedenkstein an der Hofer Marienkirche

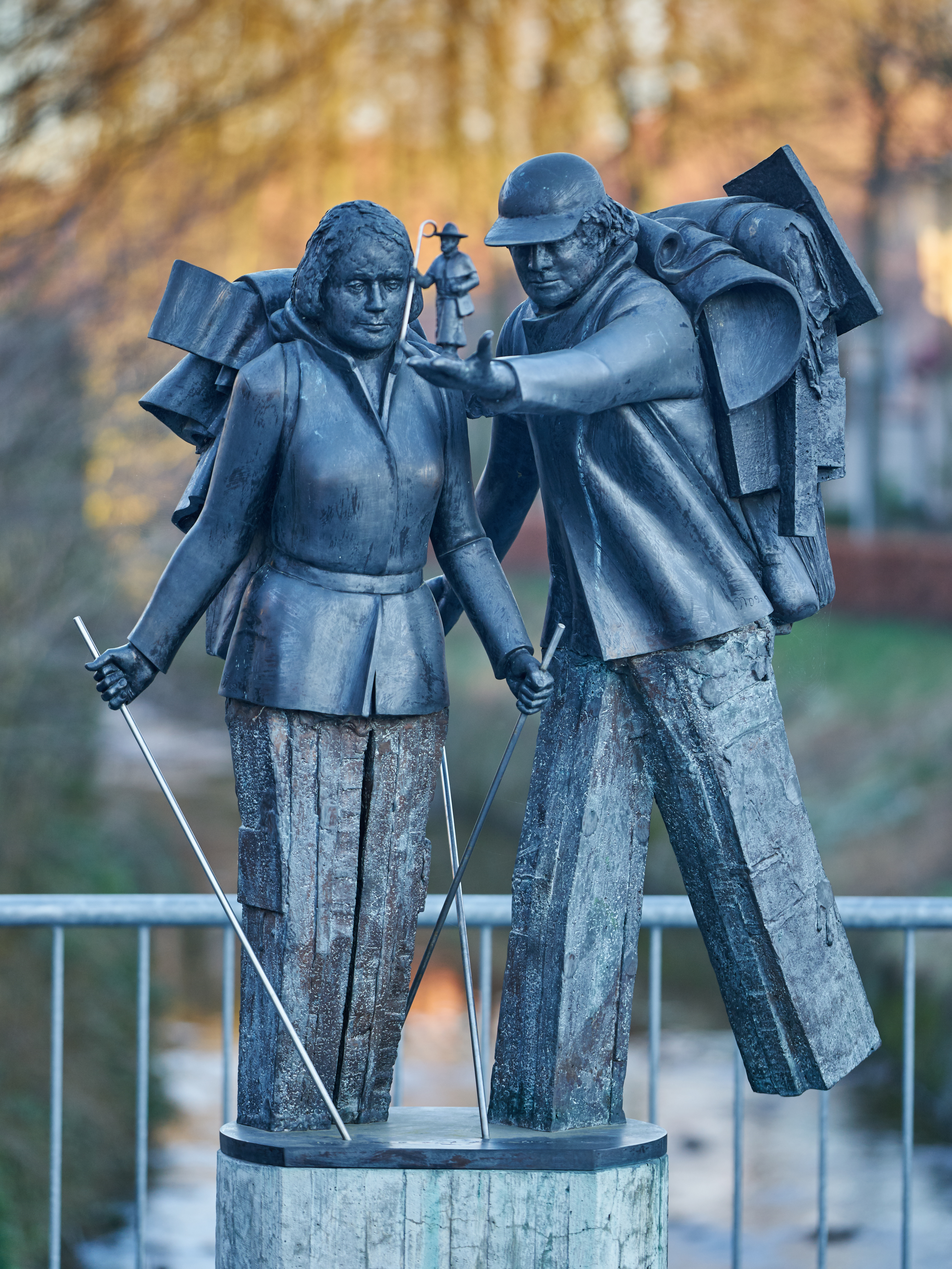
Pilgerdenkmal Wir sind auf dem Weg von Jörg Heydemann in Coesfeld

Als Jakobsweg (spanisch Camino de Santiago, galicisch: Camiño de Santiago) wird eine Anzahl von Pilgerwegen durch Europa bezeichnet, die alle das angebliche Grab des Apostels Jakobus in Santiago de Compostela in Galicien (Spanien) zum Ziel haben. In erster Linie wird darunter der Camino Francés verstanden, jene hochmittelalterliche Hauptverkehrsachse Nordspaniens, die von den Pyrenäen zum Jakobsgrab führt und die Königsstädte Jaca, Pamplona, Estella, Burgos und León miteinander verbindet. Diese Route, so wie sie heute noch begangen wird, entstand in der ersten Hälfte des 11. Jahrhunderts.
Ein Pilgerführer des 12. Jahrhunderts, der im Jakobsbuch (lateinisch Liber Sancti Jacobi), der Hauptquelle zur Jakobusverehrung im Hochmittelalter, enthalten ist, nannte für den französischen Raum vier weitere Wege, die sich im Umfeld der Pyrenäen zu einem Strang vereinigen. Nach der Wiederbelebung der Pilgerfahrt nach Santiago de Compostela in den 1970er und 1980er Jahren wurde der spanische Hauptweg 1993 in das UNESCO-Welterbe aufgenommen. 1998 erhielten auch die vier im Liber Sancti Jacobi beschriebenen französischen Wege diesen Titel. Zuvor schon hatte der Europarat im Jahre 1987 die Wege der Jakobspilger in Europa zur europäischen Kulturroute erhoben und ihre Identifizierung empfohlen.

## Allgemeine Einführung

### Namensherkunft

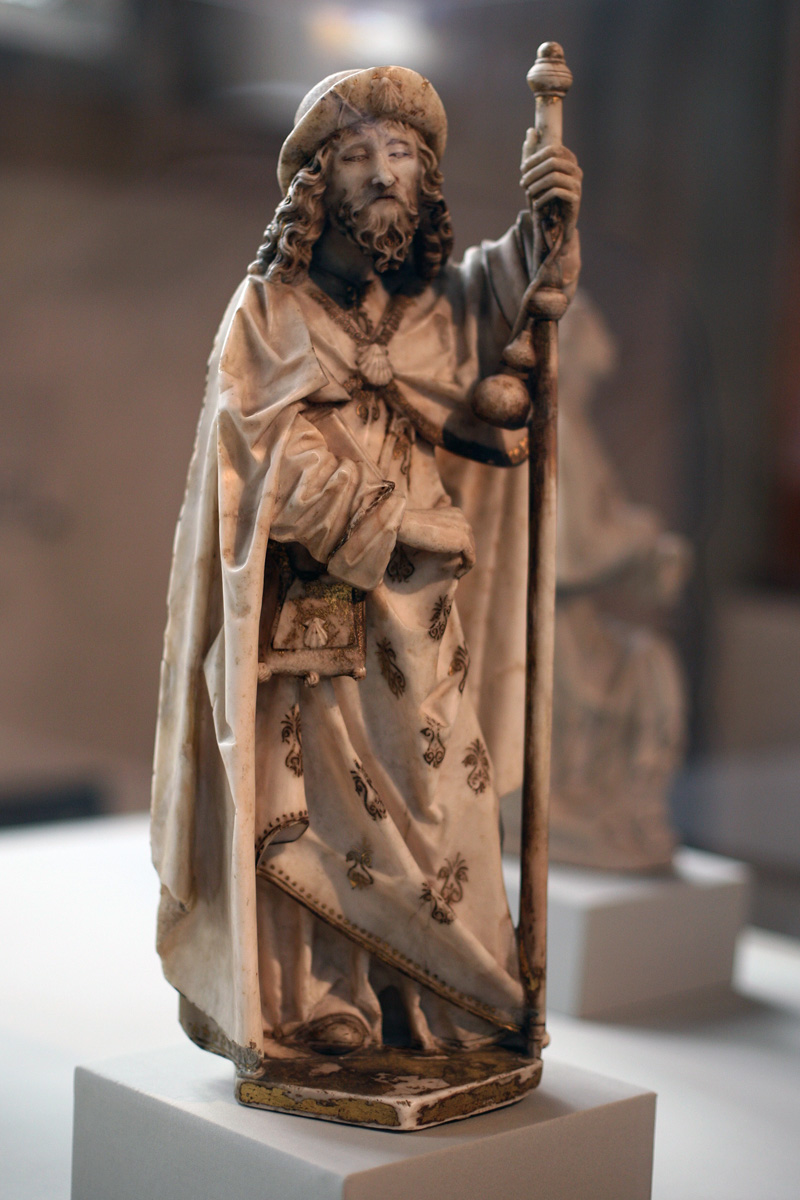
Jakobus der Ältere von Gil de Siloé
Metropolitan Museum of Art

Die erste Erwähnung des Jakobsweges stammt aus dem Jahre 1047. In einer Urkunde des Hospitals von Arconada, Provinz Palencia wird die nordspanische Hauptverkehrsachse als „Weg, der seit alten Zeiten von Pilgern des hl. Jakobus und Peter und Paul begangen“ bezeichnet. Es ist die erste urkundliche Erwähnung dieser Straße überhaupt; sie bringt den Weg von vorneherein mit dem Grab des heiligen Jakobus in Galicien in Verbindung. Im allgemeinen Sprachgebrauch wird der Begriff Jakobsweg auch für andere historische Routen von Jakobspilgern in Europa verwendet.
Demgegenüber hat sich eine internationale, 1985 vom Europarat eingesetzte und bei der Regierung der autonomen Region Galicien angesiedelte Expertenkommission auf eine Nomenklatur verständigt, nach der lediglich die nordspanische Hauptverkehrsachse die Bezeichnung Camino de Santiago (Jakobsweg) tragen soll. Alle anderen Routen werden als „Wege der Jakobspilger“ bezeichnet. Damit soll zum Ausdruck gebracht werden, dass für den Camino Francés die Benutzung durch Jakobspilger als Hauptfunktion angenommen wird, während es sich bei den anderen Wegen um Altstraßen gehandelt hat, die auch, aber nicht in erster Linie, den Pilgern dienten.
Der Pilgerweg wird auch als Sternenweg bezeichnet.

### Ziel des Jakobsweges
Die Grabstätte in Santiago de Compostela entwickelte sich im Mittelalter neben Rom und Jerusalem zum dritten Hauptziel der christlichen Pilgerfahrt. Das Domkapitel der Kathedrale von Santiago de Compostela hat es im Laufe des 12. Jahrhunderts verstanden, noch vor Rom und anderen Pilgerzentren die Erlösungstheologischen Lehren der Frühscholastik in seine Pastoral zu integrieren. Den Menschen wurde in einer einfachen Botschaft, die alle verstanden, ein versöhnender Christus vermittelt, dessen Wirken durch die Fürsprache des heiligen Jakobus den Menschen zuteil werde. Später wurde dieses pastorale Konzept durch die Einführung von Ablässen und Heiligen Jahren nach dem Vorbild Roms untermauert.

## Geschichte

### Ursprung
Nach der arabischen Eroberung von al-Andalus im 8. Jahrhundert wurde die erst seit dem frühen 7. Jahrhundert bezeugte Überlieferung, dass der Apostel Jakobus der Ältere auf der Iberischen Halbinsel missioniert habe, in Spanien aufgegriffen. Die christlichen Nachfolgereiche des untergegangenen Westgotenreiches bedurften einer Identifikationsgestalt. Die von einer Vision veranlasste Auffindung des angeblichen Apostelgrabes im äußersten Nordwesten Spaniens im Zeitraum 818 bis 834 unter König Alfonso II. von Asturien und die Legendenbildung über die Translation des heiligen Leichnams von der Hinrichtungsstätte in Jerusalem an das Ende der damals bekannten Welt boten Gelegenheit zur Befriedigung dieses Bedürfnisses. Die Könige von Asturien und später von León machten Jakobus zu ihrem Schutzheiligen und vertrauten ihm besonders als Schlachthelfer. Zunächst blieb der Einzugsbereich der Verehrung auf Kantabrien beschränkt. Seit etwa 930, nachdem Nordspanien geschlossen dem christlichen Herrschaftsgebiet eingegliedert wurde, sind vereinzelt Pilger aus Aquitanien und dem Bodenseegebiet nachgewiesen.
Im Schaffhauser Stifterbuch wird 1070 eine Wallfahrt dem Grafen Eberhard VI. von Nellenburg, dem „Stifter des Klosters Allerheiligen zu Schaffhausen zugeschrieben: Verheiratet war er mit Ita, vermutlich aus dem Geschlecht der Grafen von Kirchberg. Mit ihr unternahm Eberhard eine Wallfahrt nach Santiago de Compostela.“

### Hoch- und Spätmittelalter

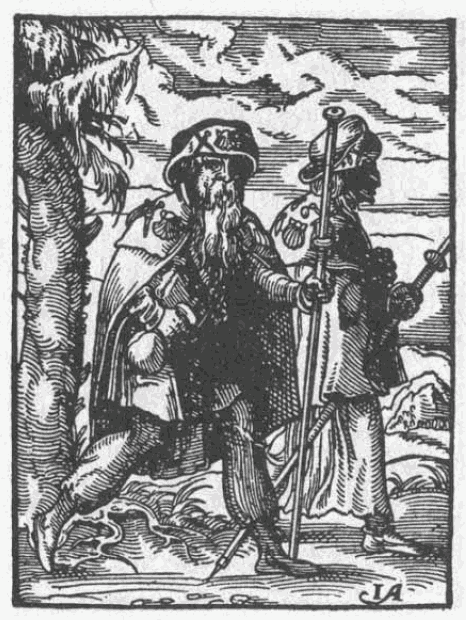
Jakobspilger, Darstellung von 1568

Unter dem Einfluss der Reconquista sowie der von der Abtei Cluny ausgehenden Klosterreform und der Herausbildung einer nordspanischen Städtelandschaft längs des Camino de Santiago nebst neuer Entwicklungen in der christlichen Lehre von Heil und Erlösung (Soteriologie) entwickelte sich im 11. und 12. Jahrhundert eine der größten Pilgertraditionen des christlichen Westens. Um 1075/1078 wurde mit dem Bau einer romanischen Kathedrale begonnen, die im Jahre 1120 Sitz eines Erzbischofs wurde. Im 15. Jahrhundert erlebte der Pilgerort durch die Einführung besonderer Gnadenjahre, in denen ein vollkommener Ablass gewährt wurde, einen weiteren Aufschwung. Sein Einzugsbereich reichte bis Skandinavien und Ostmitteleuropa. Zwar existieren weder für das Hoch- noch das Spätmittelalter Hinweise auf konkrete Pilgerzahlen, aber aus englischen Pilgerschifflizenzen lässt sich für das 15. Jahrhundert erkennen, dass in den Heiligen Jahren etwa vierzehnmal so viele Pilger wie in Normaljahren nach Santiago de Compostela gekommen sind.

### Neuzeit
Nach einem Niedergang der Pilgerfahrt in der frühen Neuzeit, verursacht durch einen Verfall der Pilgeridee, die Reformation und den Französisch-Spanischen Krieg, ist seit der Mitte des 17. Jahrhunderts ein erneuter Aufschwung erkennbar. Deutlich sichtbar ist dies an einem umfassenden Bauprogramm für die Kathedrale, das 1657 durch den Domherrn José de Vega y Verdugo initiiert wurde und 1769 mit der Vollendung einer neuen Nordfassade seinen Abschluss fand. Nach dem Feldzug Napoleons  auf der Iberischen Halbinsel löste eine durchgreifende Säkularisierungswelle die karitative Infrastruktur des nordspanischen Jakobsweges beinahe vollständig auf und führte zu einem deutlichen Rückgang der Pilgerzahlen, wenngleich der Pilgerverkehr auf dem Jakobsweg nie ganz zum Erliegen kam.
Die Wiederentdeckung der 1589 in Furcht vor einem englischen Seeangriff verborgenen Gebeine im Jahre 1879 brachte die Wende, vor allem, nachdem Papst Leo XIII. 1884 die Echtheit der wieder aufgefundenen Reliquien anerkannt hatte.
Ende der 20er Jahre begann der Amerikaner Walter Muir, den Liber Sancti Jacobi (Codex Calixtinus) zu übertragen, nach dem Spanischen Bürgerkrieg wurde er 1944 veröffentlicht und der Jakobsweg als Zone des Friedens wiedereröffnet.
Noch vor dem Ende des Bürgerkriegs stellte Francisco Franco den Antrag, Santiago erneut zum Schutzpatron Spaniens zu machen. Von nun nutzten Franco und die Nationalisten den Heiligen, um sich mit dem „Bewahrer der spanisch-katholischen Identität“ gleichzusetzen. Das Bild des Matamoros (Maurentöters) wurde zum Symbol für seine faschistisch-nationalistische Politik.
1937 erklärte General Franco das Fest des heiligen Jakobus zum spanischen Nationalfeiertag, eine politische Instrumentalisierung in einem nationalistischen Sinn, die durch das international einsetzende Interesse an der Pilgerfahrt nach 1945 überwunden werden konnte.
Nach dem Zweiten Weltkrieg, der Europa tief verwundet hinterließ, fand man im Jakobsweg, was man suchte: „Der Jakobsweg mit seinen Wurzeln im christlichen Europa schaffte den idealen Weg, politische Differenzen zu überwinden und einen Kontinent mehr durch den Klang trampelnder Füße als durch Kriegstreiben zusammenzuführen.“
In den 1950er und 1960er Jahren bildeten sich in Spanien und Frankreich Vereinigungen der „Freunde des Jakobsweges“ und auch politisch bestand weiterhin Interesse an der wissenschaftlichen Aufarbeitung und touristischen Erschließung. 1950 entstand in Paris die erste Jakobusgesellschaft mit dem Anspruch, wissenschaftlich zu arbeiten.
Im Heiligen Compostelanischen Jahr 1954 fanden einige Jugendwallfahrten statt – aber vor allem Franco-Anhänger machten sich mit Pferden auf, um den Patron Spaniens zu verehren.

### Aufschwung seit den 70er Jahren
Seit dem Ende der 1970er Jahre erlebt die Pilgerschaft auf dem Jakobsweg einen großen Aufschwung. 1982 und 1989 besuchte Papst Johannes Paul II. Santiago de Compostela und rief im Rahmen einer großen „Europa-Feier“ den alten Kontinent auf, seine Wurzeln wiederzubeleben. Der Europarat erklärte 1987 den Weg zum ersten europäischen Kulturweg. Wurden damals gut 3.000 Pilger pro Jahr registriert, waren es im Jahr 2003 über 74.000 aus allen Ländern der Erde. 2004, im Heiligen Compostelanischen Jahr, kamen 179.932. Sie haben entweder den ganzen Weg oder den Weg durch Spanien, mindestens aber die letzten 100 Kilometer der Strecke zu Fuß oder zu Pferd oder die letzten 200 Kilometer per Fahrrad zurückgelegt. Dies wird mit Stempeln von einzelnen Stationen in einem Pilgerausweis verzeichnet und berechtigt zur Nutzung der preisgünstigen Pilgerherbergen und zum Tragen der entsprechenden Abzeichen. In Santiago erhalten die Pilger eine Urkunde, die Compostela.
Der Aufschwung nahm in den zurückliegenden Jahrzehnten folgenden Verlauf:
| Jahr | Pilger | Jahr | Pilger  | Jahr | Pilger    | Jahr | Pilger    | Jahr | Pilger    | Jahr | Pilger        |
| --- | ------ | ---- | ------- | ---- | --------- | ---- | --------- | ---- | --------- | ---- | ------------- |
| 1970 | 68     | 1980 | 209     | 1990 | 4.918     | 2000 | 55.0043)  | 2010 | 272.1351) | 2020 | 54.1447)      |
| 1971 | 4511)  | 1981 | 299     | 1991 | 7.274     | 2001 | 61.418    | 2011 | 183.3664) | 2021 | 178.9121), 7) |
| 1972 | 67     | 1982 | 1.8681) | 1992 | 9.764     | 2002 | 68.952    | 2012 | 192.488   | 2022 | 438.6828)     |
| 1973 | 37     | 1983 | 146     | 1993 | 99.4361)  | 2003 | 74.614    | 2013 | 215.880   | 2023 | 446.0359)     |
| 1974 | 108    | 1984 | 423     | 1994 | 15.863    | 2004 | 179.9441) | 2014 | 237.8865) | 2024 | 499.239       |
| 1975 | 74     | 1985 | 690     | 1995 | 19.821    | 2005 | 93.924    | 2015 | 262.459   | 2025 |               |
| 1976 | 2431)  | 1986 | 1.801   | 1996 | 23.218    | 2006 | 100.377   | 2016 | 277.8546) | 2026 |               |
| 1977 | 31     | 1987 | 2.905   | 1997 | 25.179    | 2007 | 114.026   | 2017 | 301.036   | 2027 | 1)            |
| 1978 | 13     | 1988 | 3.501   | 1998 | 30.126    | 2008 | 125.141   | 2018 | 327.378   | 2028 |               |
| 1979 | 231    | 1989 | 5.7602) | 1999 | 154.6131) | 2009 | 145.877   | 2019 | 347.578   | 2029 |               |
| 1) Heiliges Compostelanisches Jahr, wird begangen, wenn der Festtag des hl. Jakobus d. Ä. – 25. Juli – auf einen Sonntag fällt. 2) IV. Weltjugendtag in Santiago de Compostela 3) Europäische Kulturhauptstadt 4) 800-Jahrfeier der Vollendung der Kathedrale, XXVI. Weltjugendtag in Madrid 5) 800-Jahrfeier der vermeintlichen Pilgerreise des Hl. Franziskus nach Santiago de Compostela 6) Öffnung der Heiligen Pforte „ad instar jubilei misericordiae“ (anlässlich des Jubiläums der Barmherzigkeit) 7) Auswirkungen der Covid-19-Pandemie 8) Außerordentliches Heiliges Compostelanisches Jahr 9) XXXVII. Weltjugendtag in Lissabon (Quelle: Statistiken des Domkapitels der Kathedrale von Santiago de Compostela) |        |      |         |      |           |      |           |      |           |      |               |

2017 besuchten Menschen aus 177 Ländern den Jakobsweg. Nahezu die Hälfte der Besucher waren Spanier, andere kamen aus Deutschland, Italien, den USA, Frankreich oder Portugal. 2020 brach aufgrund der COVID-19-Pandemie die Zahl der ausgestellten Pilgerurkunden gegenüber dem Vorjahr um 84,49 Prozent ein. Der Anteil der nichtspanischen Pilger sank im Vergleich zu 2019 von rund 55 auf etwa 25 Prozent.

### Entwicklung des Wegenetzes seit 1980

Die Hauptrouten in der heutigen Zeit

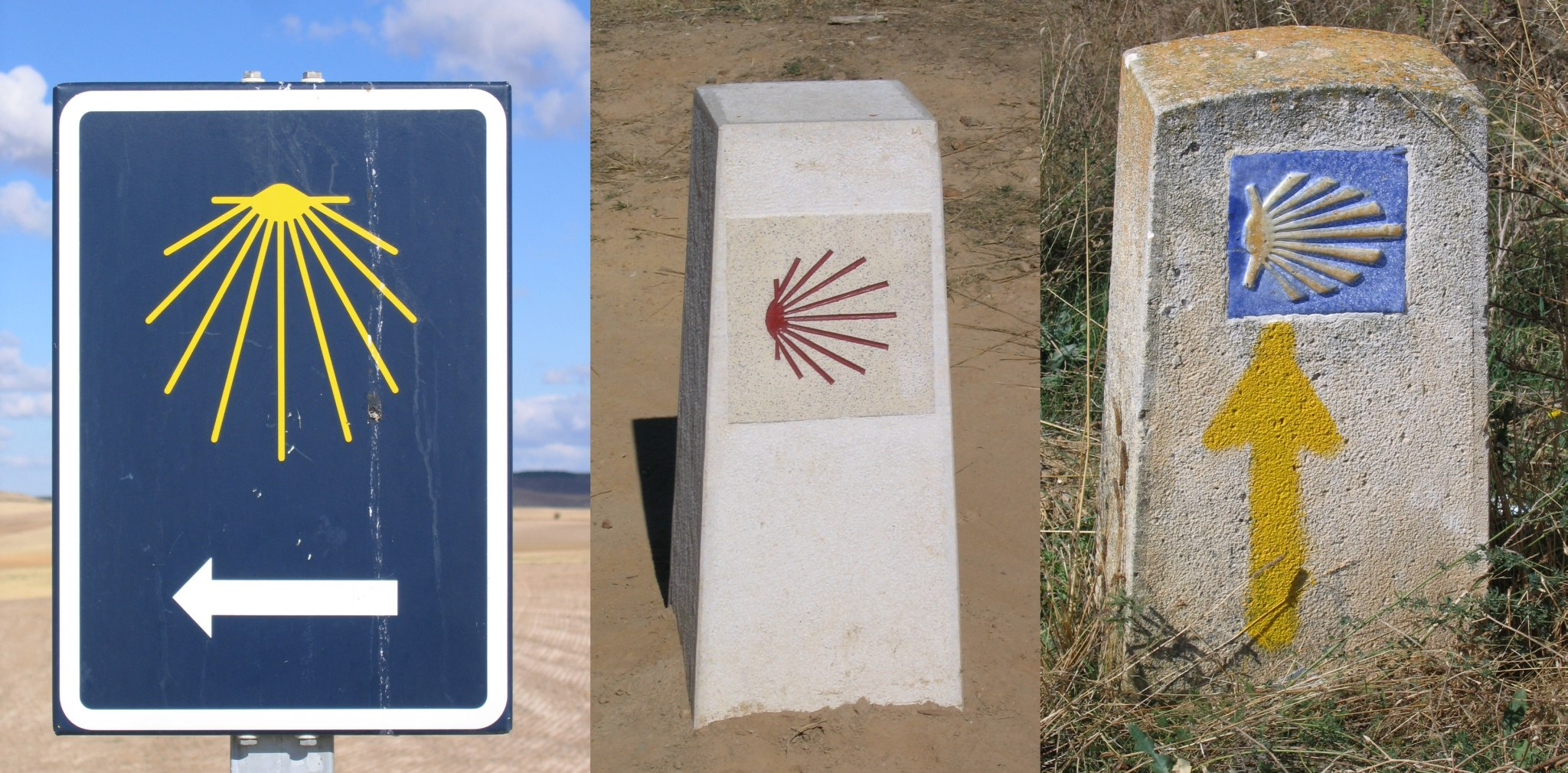
Die Jakobsmuschel und der gelbe Pfeil (Flecha Amarilla) sind die typischen Orientierungshilfen entlang des Weges

Einen Überblick über die ausgeschilderten Pilgerrouten nach Santiago de Compostela bietet der Artikel Wege der Jakobspilger.
1980 begann der spanische Priester Elías Valiña Sampedro, den Camino Francés in Nordspanien mit gelben Pfeilen zu markieren  und für den Aufbau eines Herbergsnetzes zu sorgen, nachdem er zuvor eine Doktorarbeit über die historischen und kirchenrechtlichen Grundlagen des Weges vorgelegt hatte. Neben der Jakobsmuschel dient der Flecha Amarilla als Wegmarkierung auf Schildern, Hauswänden, Steinen und Bäumen, an Zäunen und Mauern und direkt auf den Straßen und Wegen. Zugleich nahmen namhafte wissenschaftliche Kongresse und Ausstellungen (u. a. München 1984, Gent 1985) die europäischen Dimensionen der Pilgerfahrt nach Santiago de Compostela in den Blick. Die wachsende Popularität des Weges war für den Europarat Anlass, sich ebenfalls dem Thema zu widmen. Seine Deklaration von Santiago de Compostela (23. Oktober 1987) erhob die Wege der Jakobspilger in Europa zur ersten europäischen Kulturstraße (Council of Europe Cultural Route). An Behörden, Vereine und Einzelpersonen erging die Aufforderung, „die Pilgerstraßen nach Santiago in ganz Europa zu kennzeichnen und zu identifizieren“. Zwei internationale Kongresse, die der Europarat im Oktober 1988 mit der Deutschen St. Jakobus-Gesellschaft auf Schloss Schney bei Lichtenfels und im September 1989 mit dem Centro Italiano di Studi Compostellani in Viterbo veranstaltete, lieferten verbindliche Grundlagen für eine Ausweisung der Routen. So betonte die Abschlusserklärung des Kongresses auf Schloss Schney „mit Nachdruck die Notwendigkeit einer streng wissenschaftlichen Identifikation der historischen Wege nach Santiago, namentlich diesseits der Pyrenäen, sowie der weiteren Spuren dieses Kultes, die sich auf schriftliche und ikonographische Dokumente wie auf Nachforschungen im Gelände stützt“. Die Erklärung hob hervor, dass dies eine „unabdingbare Voraussetzung für deren Revitalisierung“ sei.
Während des Kongresses auf Schloss Schney konnten die Mitarbeiter des Inventars historischer Verkehrswege der Schweiz (IVS) bereits umfangreiche und fachlich fundierte Wegeprojekte für die Schweiz vorstellen. Der Schwabenweg von Konstanz nach Einsiedeln und seine Weiterführung zur Rhone gehörten nach dem „Camino Francés“ und der Via Podiensis zu den ersten ausgeschilderten Wegen der Jakobspilger.

#### Frankreich
In Frankreich basiert die Wiederherstellung des Wegenetzes auf einem komplexen System von Klassifizierungen, die das Centre d’études compostellanes in Paris in den 1980er Jahren eingeführt hat.
- Als Chemins de Saint-Jacques (Jakobswege) gelten lediglich die vier Hauptwege Via Turonensis, Via Lemovicensis, Via Podiensis und Via Tolosana, die bereits im 12. Jahrhundert im Pilgerführer (5. Buch) des Liber Sancti Jacobi Erwähnung gefunden haben.
- Eine zweite Kategorie bilden die Itinéraires. Dabei handelt es sich um weitere Strecken, für die historische Pilgerführer oder Pilgerberichte vorliegen.
- Schließlich gibt es als dritte Kategorie die Cheminements. Dabei handelt es sich um Routen, die durch Dokumente wie Zollbücher oder Passantenlisten von Hospitälern und weitere Zeugnisse als Wege der Jakobspilger nachgewiesen sind.

Die Hauptwege wurden in Zusammenarbeit mit der Fédération française de la randonnée pédestre als GR-Fernwanderwege ausgewiesen.

#### Deutschland

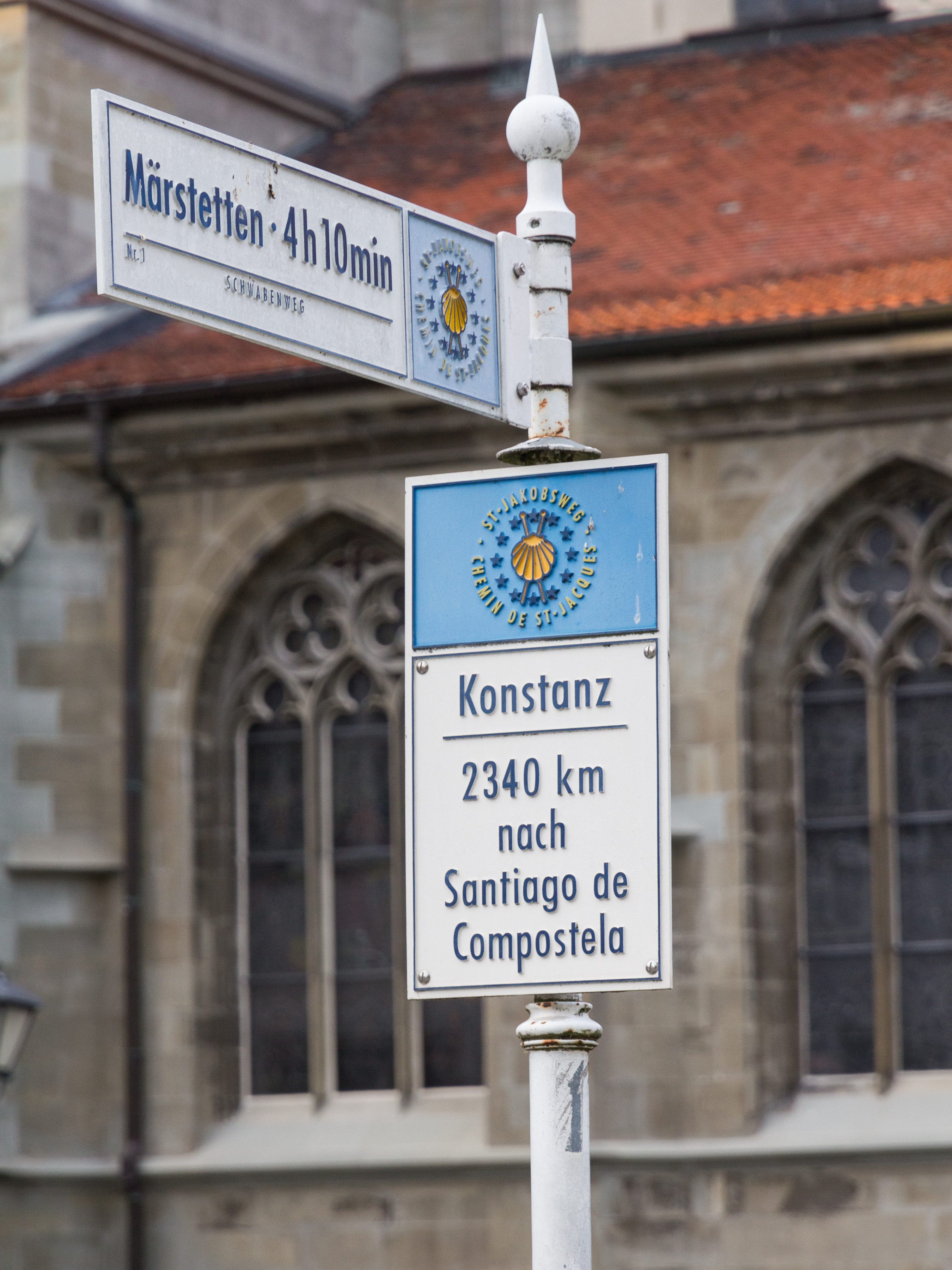
Wegweiser am Konstanzer Münster

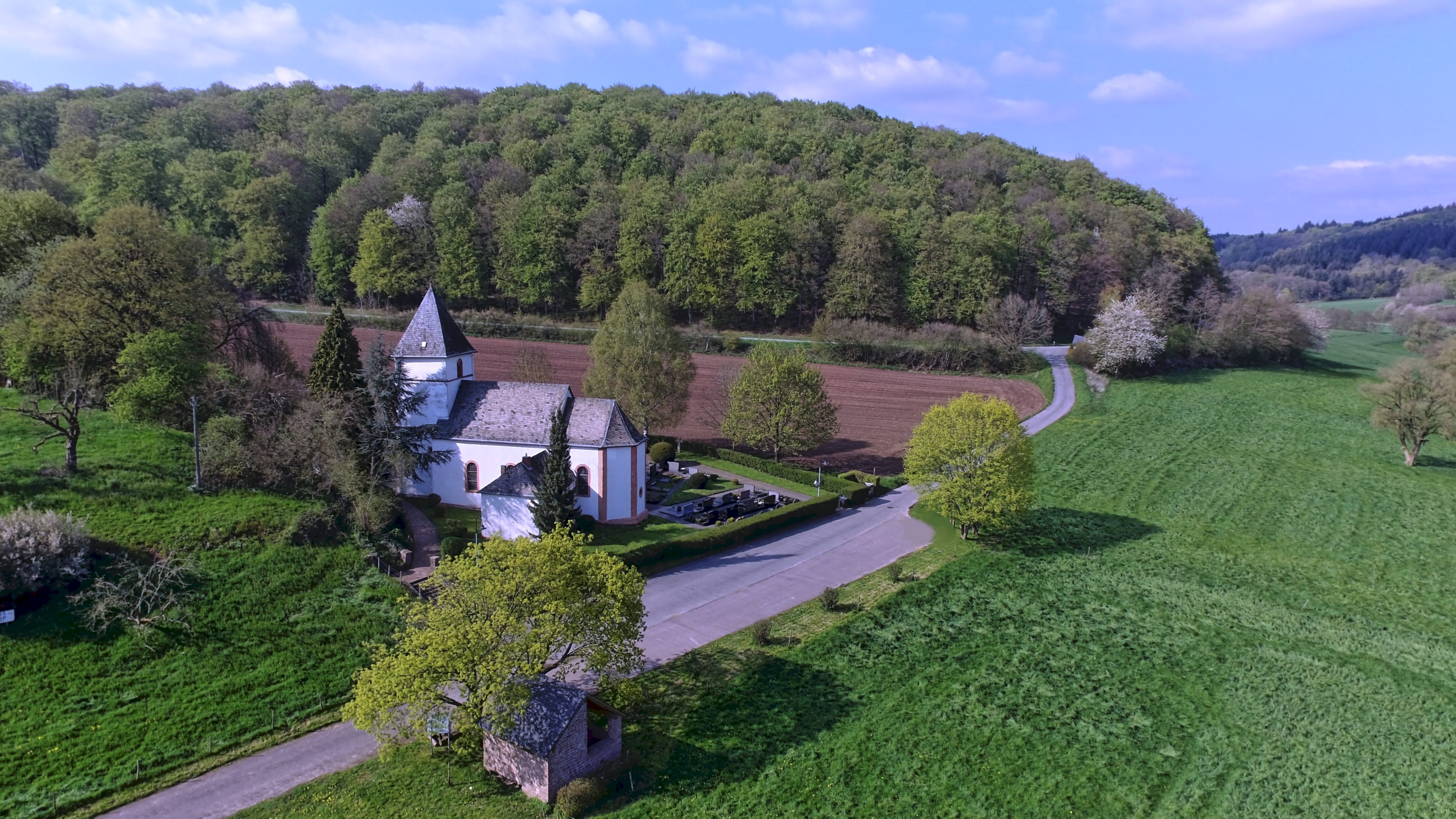
Jakobsweg zwischen Trier und Metz mit Kirche St. Jakobus bei Fisch

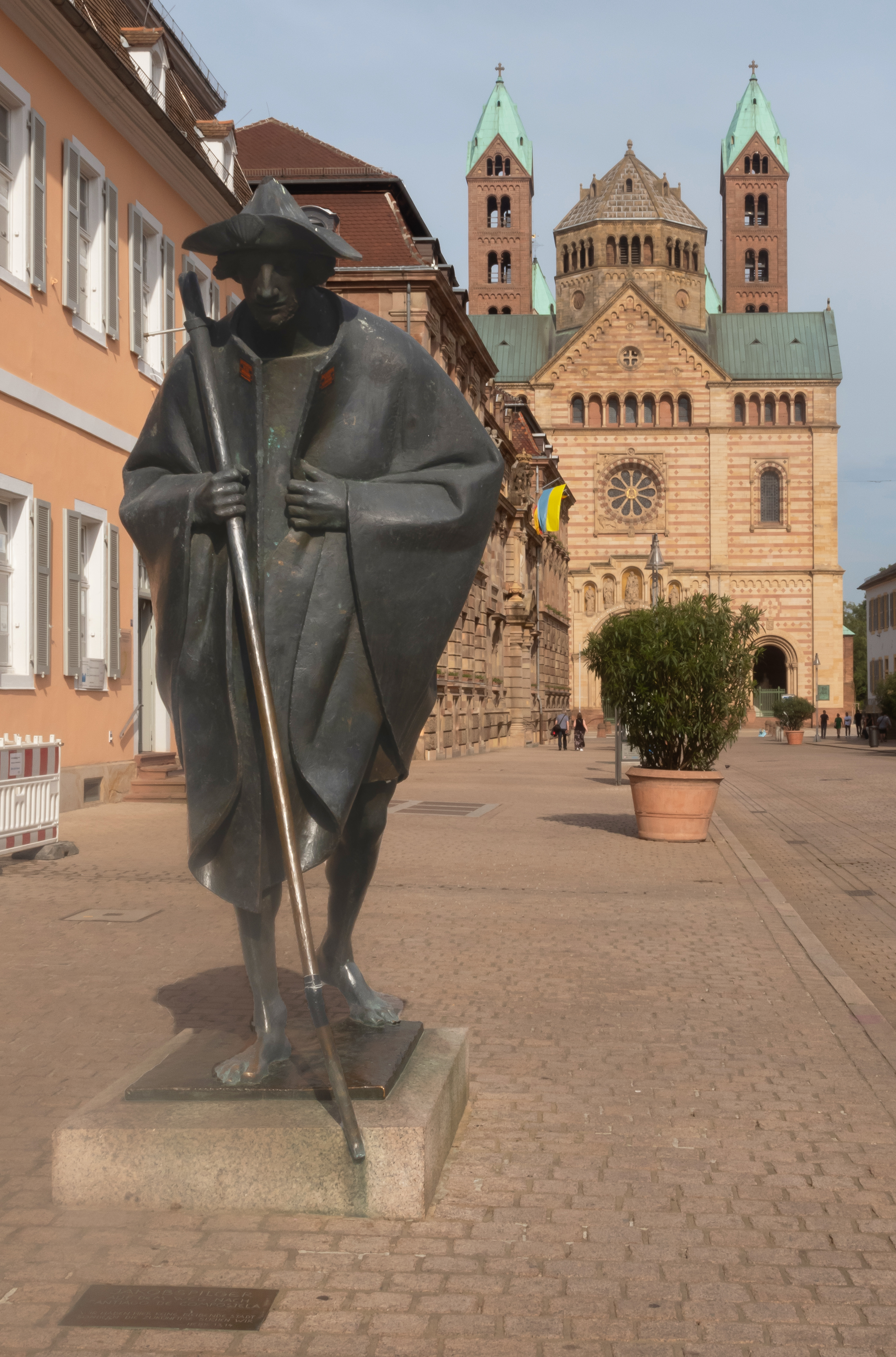
Skulptur des Pilgerwegs in Speyer

In Deutschland begann die Ausweisung von Wegen erst 1992, als der evangelische Pfarrer Paul Geißendörfer zusammen mit sechs Jakobusgemeinden einen Pilgerweg von Nürnberg nach Rothenburg ob der Tauber realisierte. Dieser Weg wurde bis 1995 in Zusammenarbeit mit dem Fränkischen Albverein und dem Oberpfälzer Waldverein zum Fränkischen Jakobsweg ausgebaut, der von Tillyschanz über Schwandorf, Nürnberg, Heilsbronn nach Rothenburg ob der Tauber führt.
Als Referenzprojekt für eine entsprechend den Bestimmungen des Europarats historisch genaue Route gilt der Pilgerweg von Nürnberg über Ulm nach Konstanz, der zwischen 1995 und 1999 nach zwei Berichten spätmittelalterlicher Jakobspilger in enger Anlehnung an den Verlauf einer Reichsstraße erarbeitet wurde. Seit 1999 erarbeiten die Landschaftsverbände Rheinland und Westfalen-Lippe das Projekt Wege der Jakobspilger im Rheinland und in Westfalen.
Im Mai 2003 wurde der Münchner Jakobsweg eingeweiht, der vom Angerkloster am Jakobsplatz in München nach Bregenz zum Bodensee führt und dort in die Schweizer Jakobswege einmündet. In den 1990 hinzugekommenen Bundesländern entstand 2003 als erste Route der Ökumenische Pilgerweg im historischen Verlauf der Via Regia von Görlitz nach Vacha. Dort anschließend wurde von 2009 bis 2013 der Sächsische Jakobsweg im Zuge der Frankenstraße bzw. Via Imperii zwischen Bautzen bzw. Königsbrück und Hof, verbunden mit dem Jakobsweg Vogtland und dem Jakobsweg Silberberg, wieder ausgewiesen.
Seit 2005 werden die Wege der Jakobspilger in Norddeutschland mit den beiden Hauptstrecken Via Baltica von Usedom nach Osnabrück und Via Jutlandica von Frederikshavn nach Glückstadt, letztere in dänisch-deutscher Zusammenarbeit, erarbeitet.
In Hessen verlaufen vier Wege der Jakobspilger. Einer orientiert sich am Verlauf des historischen Fernhandelsweges von Leipzig nach Frankfurt am Main (Des Reiches Straße). Ein anderer führt von Eisenach kommend zusammen mit dem Elisabethpfad über Marburg und Siegen nach Köln. Der dritte Weg beginnt in Wetzlar und führt als sogenannter Lahn-Camino über Koblenz bis nach Bingen am Rhein. Ein weiterer Elisabethpfad führt von Frankfurt über Wetzlar nach Marburg.
Ein anderer Zweig in Rheinland-Pfalz führt als Fortsetzung von Frankfurt/Main kommend über Mainz und anschließend auf dem historischen Ausoniusweg über Bingen nach Trier.
In Rheinland-Pfalz ist auch der Eifel-Camino gelegen, der von Andernach-Namedy über historische Routen der Eifel bis zur Benediktinerabtei St. Matthias in Trier führt. Als Variante dazu gibt es seit 2008 den Mosel-Camino, der sich auf historische Strecken entlang der Mosel orientiert und von Koblenz-Stolzenfels ebenfalls bis zur Benediktinerabtei St. Matthias in Trier führt. Dort beginnt der Jakobsweg Trier – Vézelay mit Verbindung zum Wegenetz in Frankreich und Spanien.
Inzwischen bilden die Jakobswege in Deutschland ein umfangreiches Wegenetz, bestehend aus über 30 Teilstrecken.

#### Österreich
Der Hauptast des Jakobswegs Österreich geht weitgehend auf eine Privatinitiative des Autors Peter Lindenthal zurück, der 1997 damit begonnen hatte, durch Nachforschungen im Gelände auf Basis des mittelalterlichen Jakobsweges einen Ost-West-Weg von Wolfsthal nach Feldkirch zu erschließen und sporadisch mit Holztäfelchen auszuzeichnen. Mittlerweile wurden einige Abschnitte, z. B. der Jakobsweg Weinviertel, der Jakobsweg Weststeiermark, der Jakobsweg Göttweig–Melk, Jakobswege in Oberösterreich und Salzburg, der Jakobsweg Tirol und daran anschließend der Jakobsweg Landeck–Einsiedeln im Rahmen von Leader+-Projekten, von Tourismusorganisationen sowie teils in Eigeninitiative ausgeschildert.
Der 38,4 km lange Routenabschnitt durch Wien, von der Jakobskirche in Schwechat über den Alberner Hafen bis Purkersdorf, wurde ausgeschildert und am 25. Juli 2016 mit Fest und Wanderung eröffnet.

#### Polen
In Polen entstehen seit 2005 Wege der Jakobspilger, die in Görlitz, Frankfurt (Oder) und Kamminke an das deutsche Wegenetz anschließen. So wurde der ökumenische Pilgerweg im Verlauf der Via Regia bis zur Grenze zur Ukraine verlängert. Auch ein Weg, der von Olsztyn (Allenstein) über Görlitz und Prag führt, wurde markiert. Es gibt auch mehrere lokale und regionale Zubringer zu den Hauptrouten des Pilgerweges.

#### Schweiz

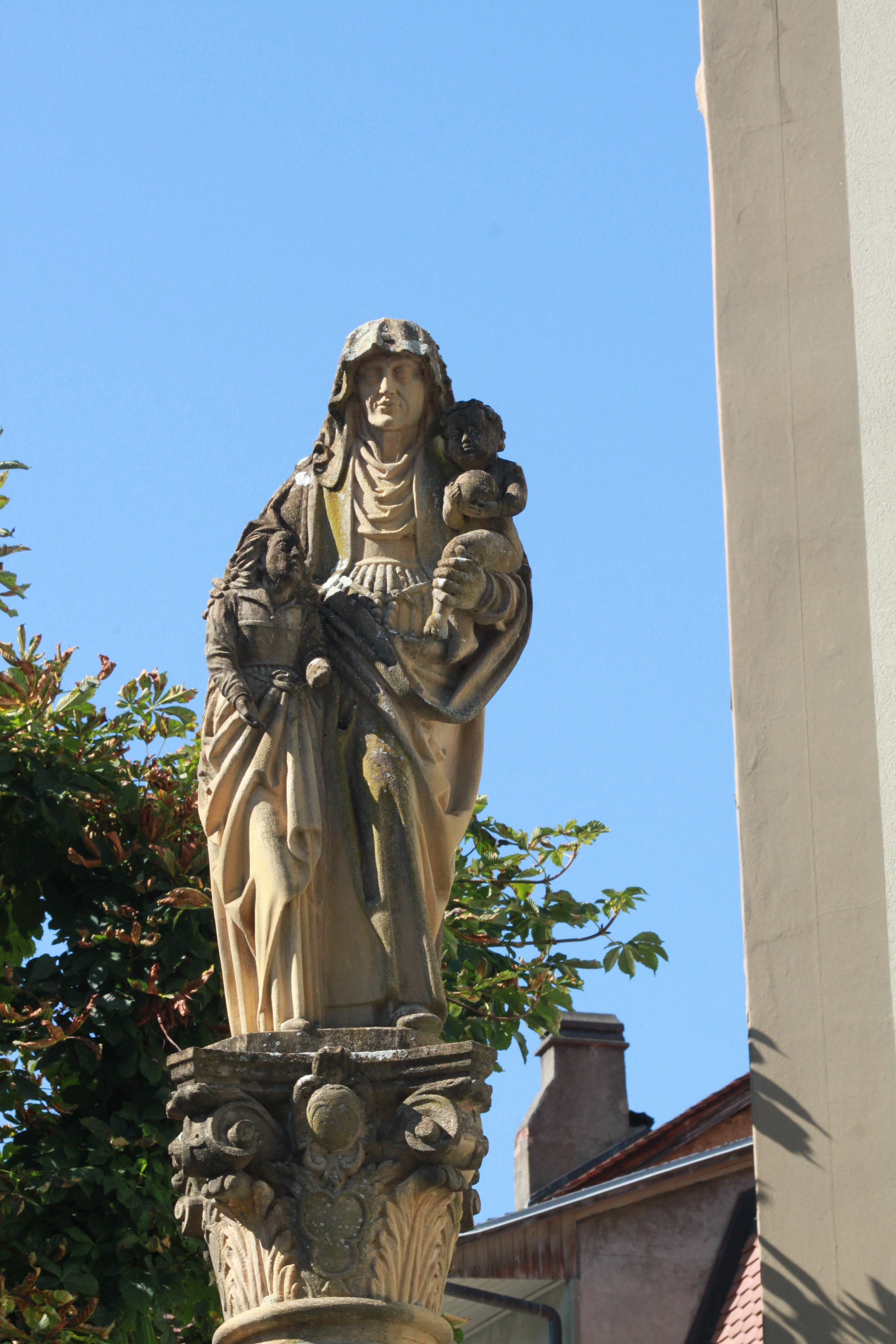
Der Pilgerweg führt über die Bernbrücke am Annabrunnen vorbei in die Altstadt von Freiburg i. Üe.

Durch die Schweiz führen mehrere Äste des Jakobwegs. Der bekannteste ist der Schwabenweg von Konstanz zum Wallfahrtsort Einsiedeln. Der Weg ist Teil der nationalen Wanderroute Nr. 4 ViaJacobi von SchweizMobil, welche von Rorschach über St. Gallen und Einsiedeln bis Genf führt.
Die folgenden Anschlusswege führen in den ViaJacobi: Von Blumberg über Schaffhausen. Die regionale Route Nr. 43 Jakobsweg Graubünden von SchweizMobil trifft vom Val Müstair kommend bei Amsteg in die Via Jacobi. Die regionale Route Nr. 44 Appenzeller Weg verbindet sich von Rankweil in Vorarlberg kommend bei St. Peterzell mit der Via Jacobi.

#### Luxemburg

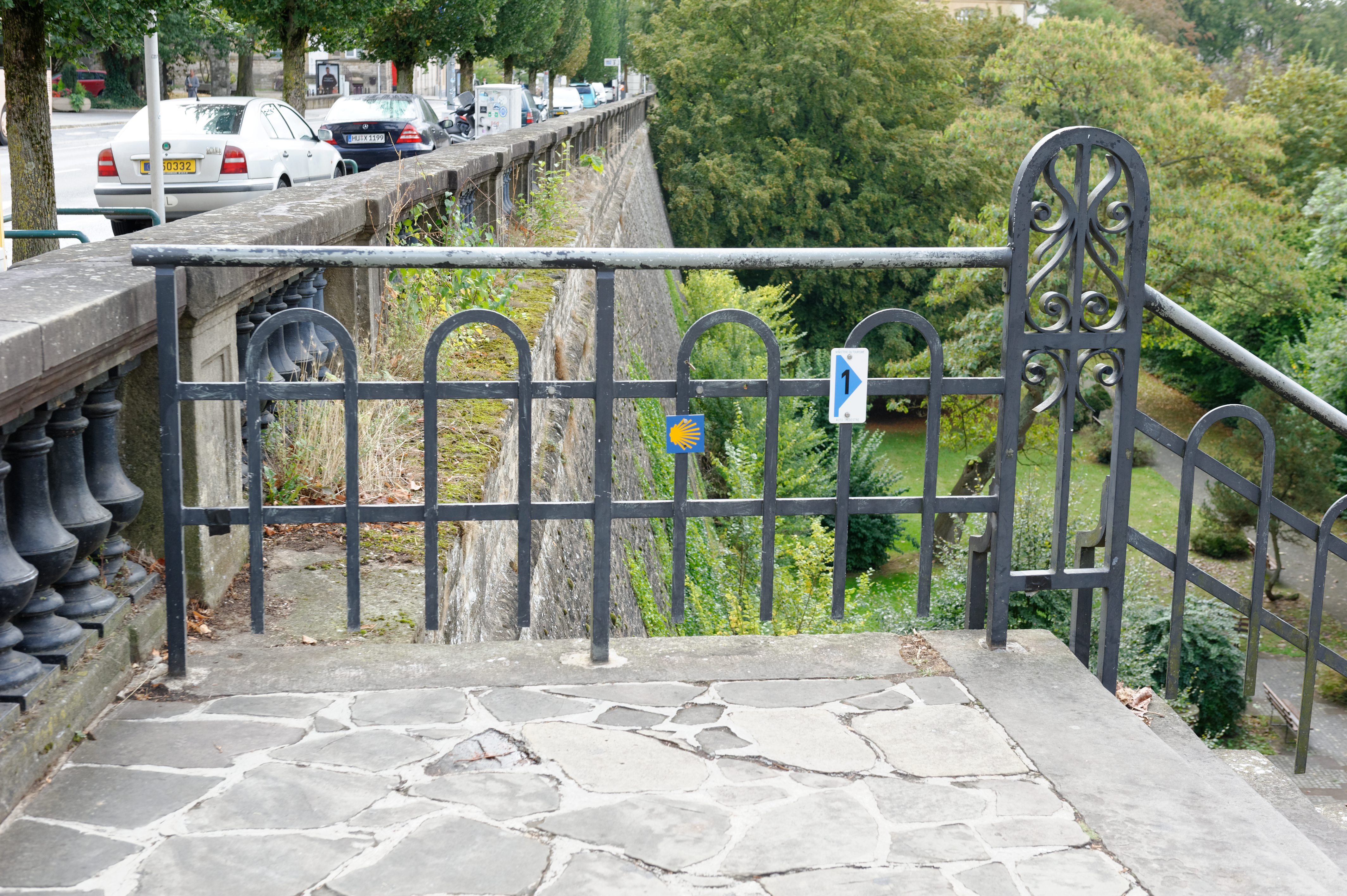
Jakobsweg in Luxemburg am Boulevard Franklin Delano Roosevelt, Abgang zur Peitruss

Pilger aus Nordeuropa durchquerten im Mittelalter auch das heutige Luxemburg. Einige Funde, wie etwa eine Jakobsmuschel in einer Grabstätte in Grevenmacher, bezeugen dies. Von Aachen und Trier kommend folgten die mittelalterlichen Pilger vermutlich den alten römischen Trassen in Richtung Arlon, Reims und Metz, um so zu den historischen Pilgerwegen Via Podiensis (ausgehend von Le-Puy-en-Velay), Via Turonensis (Orléans), Via Lemovicensis (Vézelay) zu gelangen. Dort, wo der Jakobskult in Luxemburg gepflegt wurde, führt der Weg vorbei. Als Beispiel seien genannt Münschecker, Roodt-sur-Syre und der Jakobsberg „Jokesbierg“ bei Bech. In den Weg angebunden wurden auch bekannte Pilgerstätten wie das Grab des heiligen Willibrordus in Echternach oder die erst in der Neuzeit entstandenen Wallfahrtsorte wie z. B. die Kathedrale von Luxemburg.

## Statistiken
| Anzahl der Pilger mit Zertifikat am Ende ihrer Reise (2024) |
| --- |
| 70.00060.00050.00040.00030.00020.00010.00002.125Jan.2.959Feb.22.164März40.944Apr.69.572Mai63.446Juni58.299Juli68.629Aug.65.905Sept.48.694Okt.10.331Nov.3.033Dez. |
| |
| Quelle: oficinadelperegrino.com |

Das offizielle Pilgrim's Reception Office veröffentlicht Statistiken bzgl. jene Pilger, die ihre Reise in Santiago de Compostela beendet haben und ein Zertifikat erhalten haben. Im Jahr 2024 gab es rund 499.000 Pilger, 12 % mehr als im Vorjahr. Die meisten Pilger waren Spanier (44 %), US-Amerikaner (8 %), Italiener (6 %), Deutsche (4,9 %) und Portugiesen (4,6 %). Die beliebtesten Routen waren der Frances (47 %), Portuguese (19 %), Portuguese Costa (15 %), Ingles (5,6 %), Primitivo (4,9 %) und Norte (4,3 %). Die am häufigsten gewählten Startorte waren Sarria (32 %), Tui/Valença (11,3 %), Porto (10,5 %), Saint-Jean-Pied-de-Port (6,9 %) und Ferrol (5,7 %). Rund 93 % haben die Reise zu Fuß unternommen and 4,6 % auf dem Fahrrad. 591 Pilger reisten auf dem Pferd, 272 per Boot und 270 im Rollstuhl. Die Monate, in denen die meisten Pilger in Santiago ihre Reise beendet haben, war zwischen Mai und September.
Bezüglich der deutschen Pilger wurden folgende Statistiken veröffentlicht: Rund 23.000 deutsche Pilger wurden gezählt. Am beliebtesten waren die Routen Portuguese Costa (35 %), Frances, Portuguese (beide 23 %), Norte (6,7 %) und Ingles (5 %). Die häufigsten Startorte waren Porto (37 %), Saint-Jean-Pied-de-Port (9,2 %), Sarria (9 %), Ferrol (6 %) und Oviedo (4,7 %). Rund 93 % waren zu Fuß und 3,4 % auf dem Fahrrad. 17 Personen ritten auf einem Pferd, 11 reisten auf einem Boot und acht im Rollstuhl. Die meisten Deutschen beendeten ihre Reise im Mai.

## Kulturgeschichtliche Aspekte

### Zur Jakobuslegende
Der Name bezieht sich auf den Apostel Jakobus den Älteren. Dieser war zusammen mit seinem Bruder Johannes einer der zwölf Apostel Jesu Christi (Mk 3,14-17 , Lk 6,13-14 ).
Die spanischen Jakobustraditionen haben sich unabhängig von den neutestamentlichen Angaben in den Evangelien und der Apostelgeschichte entwickelt. Die sich in zahlreichen Entwicklungsschritten zwischen dem 7. und dem 13. Jahrhundert ausgebildete Legende beinhaltet sechs große Themenbereiche:
- Die Schilderung einer Missionstätigkeit des Apostels auf der iberischen Halbinsel
- Die Translation des heiligen Leichnams im Anschluss an die biblisch überlieferte Hinrichtung des Apostels in Jerusalem durch König Herodes Agrippa I. im Jahr 44 und die Errichtung eines Grabmals
- Die Wiederauffindung des Grabes zu Beginn des 9. Jahrhunderts unter Bischof Theodomir von Iria Flavia
- Das hilfreiche Eingreifen des Apostels in ausweglos erscheinenden Situationen bei Kämpfen gegen die Araber
- Die Befreiung des Jakobsweges von den Mauren durch Kaiser Karl den Großen
- Wunder, die der Apostel an Pilgern auf dem Weg und am heiligen Ort bewirkt hat.

Die spanischen Jakobustraditionen haben sich seit dem 7. Jahrhundert entwickelt, als im „Breviarium Apostolorum“ erstmals von einer Mission des hl. Jakobus auf der Iberischen Halbinsel berichtet wird. Mit Ausnahme des Isidor von Sevilla zugeschriebenen Traktats „De ortu et obitu patrum“ ist diese Überlieferung in Spanien zunächst nicht aufgegriffen worden. Erst gegen Ende des 8. Jahrhunderts verstärkte sich im Königreich Asturien, dem Nachfolgestaat des zur Zeit der Araberinvasion untergegangenen Westgotenreichs, das Interesse, zur Begründung eines Legitimationsanspruchs des Jakobus als apostolischem Schutzherrn Spaniens und der asturischen Königsfamilie zu propagieren. Einen ausführlichen Bericht über die Grabauffindung bietet gar erst die „Concordia de Antealtares“ von 1075.
In ihrer Vollform, wie sie durch das Jakobsbuch im 12. und durch die Legenda aurea im 13. Jahrhundert überliefert ist, schildert die Legende, wie nach der Hinrichtung zwei Freunde des Jakobus den Leichnam stahlen, ihn nach Jaffa schafften und dort auf ein Schiff verluden, dessen Besatzung aus unsichtbaren Engeln bestand. Dieses Schiff war dann sieben Tage unterwegs und strandete an der Küste Galiciens bei Iria Flavia. Dort wurde der Leichnam auf einen Ochsenkarren verladen; an dem Ort, an dem sich die Ochsen niederließen, soll er begraben worden sein.
Die legendäre Entstehung des Jakobsweges durch Kaiser Karl den Großen schildert das vierte Buch des Liber Sancti Jacobi, der sog. Pseudo-Turpin. Demnach habe Karl der Große auf seinem Spanienfeldzug auf Geheiß des Apostels den Weg zum Jakobusgrab von den Mauren befreit. Mit der Einbeziehung des Karlskultes in die Jakobusverehrung konnte einerseits das Interesse der deutschen und französischen Pilger geweckt werden, während andererseits Kaiser Friedrich I. Barbarossa und König Ludwig VII. von Frankreich aus der Verbindung beider Legenden politische Vorrangstellungen abzuleiten versucht haben.
In den ebenfalls im Jakobsbuch und der Legenda aurea aufgezeichneten Wunderberichten spiegeln sich die psychischen Erschütterungen, denen die Pilger auf dem Weg aus Sorge um ihr Heil ausgesetzt waren; es sind oftmals wirre Träume und bizarre Visionen, die den Mirakeln zugrunde liegen:
- Einer Pilgergruppe, die einen kranken Gefährten zurückließ, verweigert der Heilige die Erhörung ihrer Bitten
- Einem unschuldig gehängten Jüngling wird wundersame Rettung zuteil
- Einem Pilger, der im Bordell sündigte, rät der Teufel zu Kastration und Selbstmord
- Einem Familienvater, dem auf seiner Pilgerfahrt das Weib starb und der Esel genommen wurde, stellt der Apostel sein eigenes Grautier zur Verfügung
- Ein Sühnepilger findet bei seiner Ankunft in Santiago das Strafvergehen in seinen Papieren gelöscht
- Ein Ritter, der auf seinem Weg Barmherzigkeit geübt hat, empfängt bei seinem Tod ewiges Leben.

### Pilgeralltag
Auf die Frage, wo der Jakobsweg beginne, erhält man in Spanien die Antwort: „El camino comienza en su casa“ (Der Weg beginnt in Ihrem Haus). So handelt es sich bei dem Jakobsweg primär um eine Idee; im Mittelalter löste diese Volksbewegung einen Aufbruch aus. Überall unterwegs entstanden zahlreiche Einrichtungen für die Betreuung und Begleitung der Pilger: Klöster, Stifte, Herbergen, Hospitäler, Gasthäuser und Kirchen. Für die Orte entlang der Routen bedeutete der Pilgerstrom auch wirtschaftlichen Segen.
Die verbreitete Auffassung, dass Pilgerwege keiner starren Route folgten, sondern dynamische Streckenführungen waren, ist weitgehend überholt. Die Pilgerrouten waren über lange Zeiträume überraschend konstant. Noch 1495 beschreibt der Servitenmönch Hermann Künig von Vach in seinem Santiago-Pilgerführer für Frankreich und Nordspanien nahezu dieselben Streckenführungen, die bereits im Liber 5 des Jakobsbuches aus dem 12. Jahrhundert enthalten sind. In Deutschland bietet sich ein ähnliches Bild. Das spätmittelalterliche Wegenetz, das zu Beginn des 14. Jahrhunderts ausgebildet war, hat sich bis zum Beginn der Anlegung von Poststraßen in der ersten Hälfte des 18. Jahrhunderts kaum verändert. Insbesondere mittellose Pilger folgten den mit karitativen Einrichtungen ausgestatteten Handelsstraßen.

### Kunst und Architektur des Jakobsweges

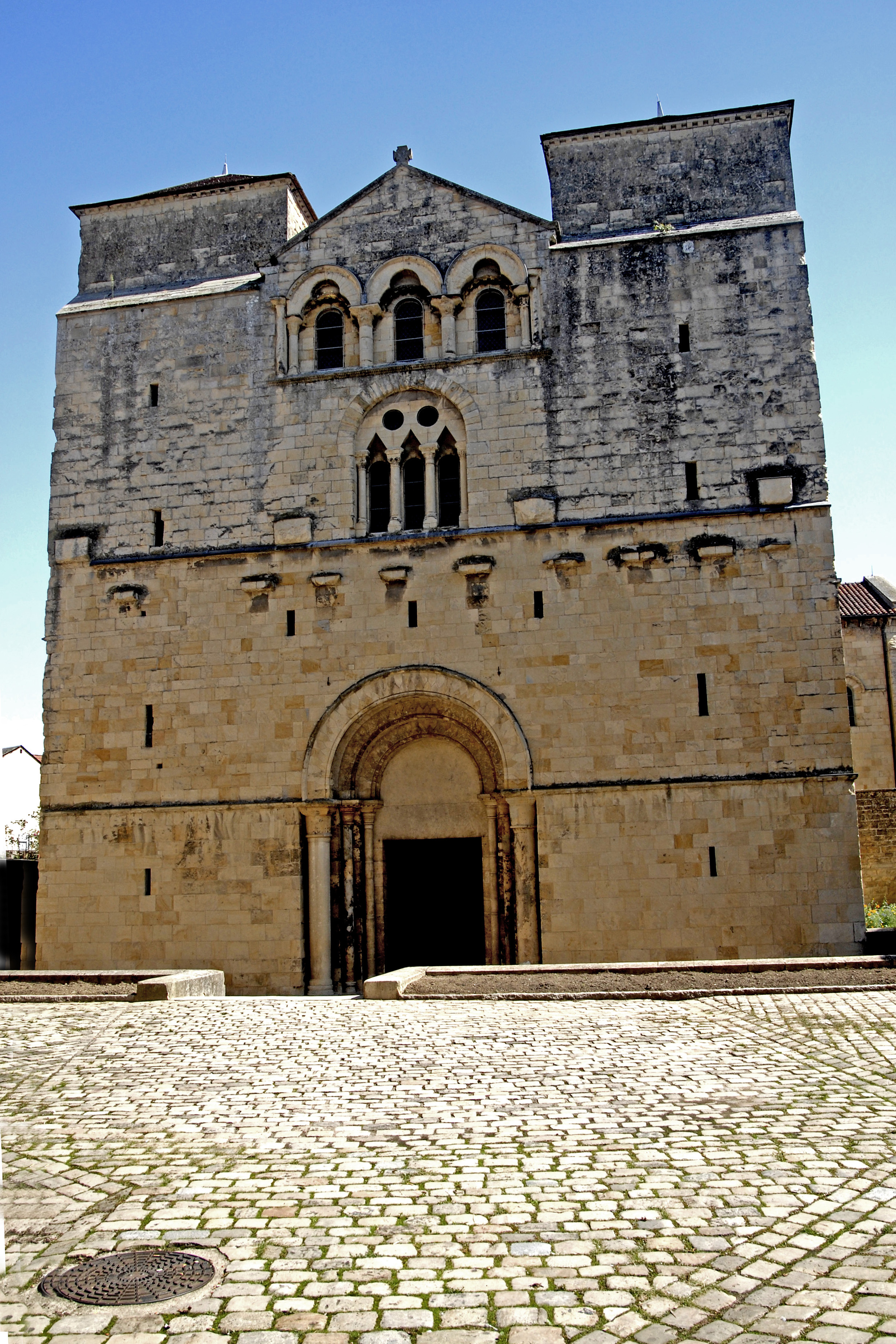
Saint-Étienne in Nevers

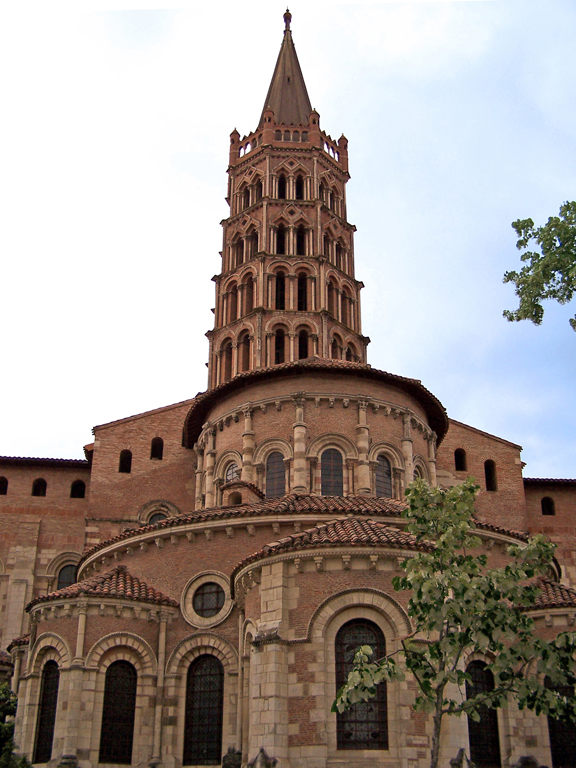
Saint-Sernin in Toulouse

Noch vor wenigen Jahrzehnten wurden die Kirchen San Martín in Frómista und San Isidoro in León, die Kathedrale von Jaca sowie die Burgkapelle von Loarre als Vorstufen der Kathedrale von Santiago de Compostela betrachtet. Heute spricht man eher von wechselseitigen Beziehungen. Neben anderen Einflüssen wie der Einführung der römischen Kirchenliturgie in den nordspanischen Reichen, der Verbreitung des cluniazensischen Reformgedankens sowie der Ansiedlung französischer Händler und Handwerker in den Städten entlang des Camino Francés besitzt die um 1075/1078 begonnene Kathedrale von Santiago als gebauter Ort der Jakobuspilgerfahrt eine entscheidende Wirkung auf die Architektur entlang des Pilgerweges.
Die Kathedrale gehört dem Typus der so genannten Pilgerstraßenkirchen, die zwischen 1050 und 1150 in Frankreich und Spanien über einigen der am häufigsten besuchten Pilgergräber entstanden, an. Den Prototyp für diesen Kirchentypus bildete die ehemalige Abteikirche Saint-Étienne in Nevers. Bei der weiteren Ausformung haben enge Beziehungen zwischen den Bauhütten an Saint-Sernin in Toulouse sowie der Kathedrale von Santiago eine Rolle gespielt. Spätere Bauten der Gruppe sind Saint-Martin in Tours, Saint-Martial in Limoges und Sainte-Foy in Conques. Alle diese Bauten zeigen, wie sehr im Prozess ihrer Entstehung statisch-konstruktive Notwendigkeiten (Emporenhalle), liturgisch-praktische Bedürfnisse (Chorumgang) und ästhetisch-pastorale Architekturvorstellungen (einheitliches Wölbsystem) ineinander gegriffen haben.
Auch in der Bauskulptur wird der thematische und stilistische Zusammenhang hochromanischer Kirchenbauten an den Pilgerwegen deutlich. Die Portale des frühen 12. Jahrhunderts an Saint-Sernin in Toulouse, San Isidoro in León und an der Südfassade der Kathedrale von Santiago belegen eine enge Verflechtung der Bauhütten. Inhaltlich zeigt die Bauskulptur das kirchliche Interesse an einer Vermittlung der Themen Buße und Versöhnung. Die Betonung des Versöhnungsgedankens am Pórtico de la Gloria in Santiago steht in auffälligem Kontrast zu den Weltgerichtsportalen in Autun, Mâcon, Conques und Sangüesa. Die Kathedrale von Santiago erweist sich als bewusst gestaltete Vollendung einer aus dem Wunsch nach Erlösung vollzogenen Pilgerreise.

### Weltkulturerbe

#### Spanien

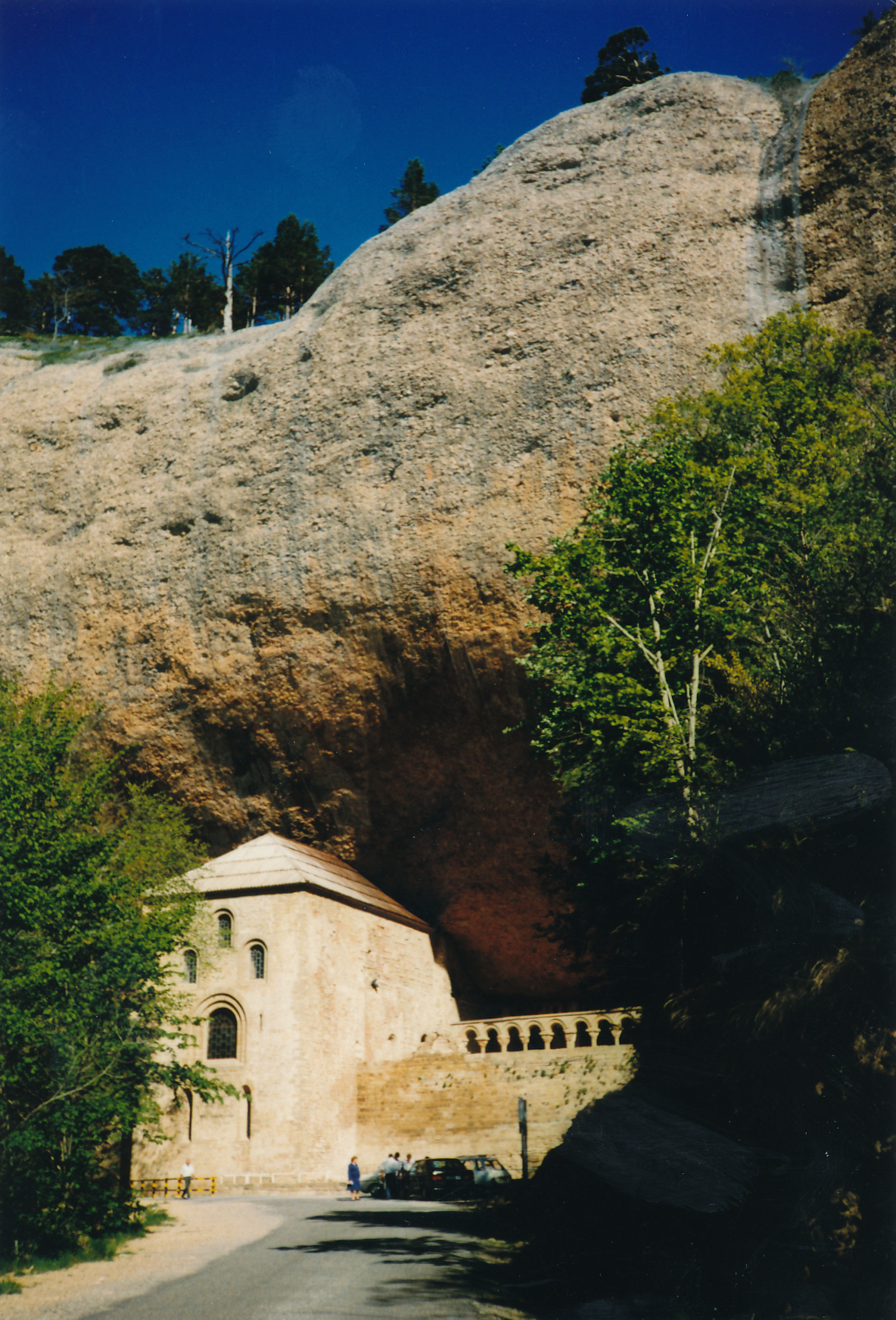
Felsenkloster San Juan de la Peña, wo laut Legende der Heilige Gral aufbewahrt wurde

In Spanien wurde seit den 1950er Jahren Anstrengungen unternommen, die historischen Bauten entlang des Jakobsweges zu schützen. 1962 wurde der Hauptweg offiziell zum historisch-künstlerischen Ensemble erklärt. Ab 1984 ernannte der Europarat den Weg zur Europäischen Kulturroute und erklärte seinen Schutz zum vorrangigen Ziel europäischer Kulturpolitik.
Im Jahre 1992 richtete Spanien eine gemeinsame Verwaltung des Weges und der Kulturschätze an der Strecke ein. Der Consejo Jacobeo ist eine gemeinsame Kommission des Kulturministeriums, Vertreter verschiedener anderer Ministerien, der Provinzregierungen und der autonomen Kommunen. 1993 erfolgte die Ernennung des Jakobsweges zum Weltkulturerbe der UNESCO.
Geschützt wurde der gesamte historische Weg auf spanischem Territorium, wie er im Liber Sancti Jacobi als Camino Francés beschrieben ist, auf einer Breite von mindestens 30 Metern beiderseits des Weges. Diese Zone verbreitert sich dort, wo auch Einzelgebäude am Weg oder ganze Dörfer dem Denkmalschutz unterliegen. Zudem gehören zur Welterbestätte eine Liste von über 1800 Einzelbauten in 166 Städten und Dörfern. Neben Sakralbauten aller Arten, von der Kathedrale über das Kloster bis zur Feldkapelle, gehören dazu auch Einrichtungen für die Versorgung der Pilger, Paläste, Privathäuser, Brücken, Schleusen und Wegekreuze. Ihre Entstehung datiert vom 11. Jahrhundert bis in die Gegenwart.
Diese umfassende Auszeichnung war möglich, weil nur rund 20 Prozent des Weges durch moderne Baumaßnahmen zerstört wurden. In weiten Bereichen sind heute die Straßen parallel zum historischen Weg angelegt, oder dieser führt inzwischen quer über die Felder.

#### Frankreich

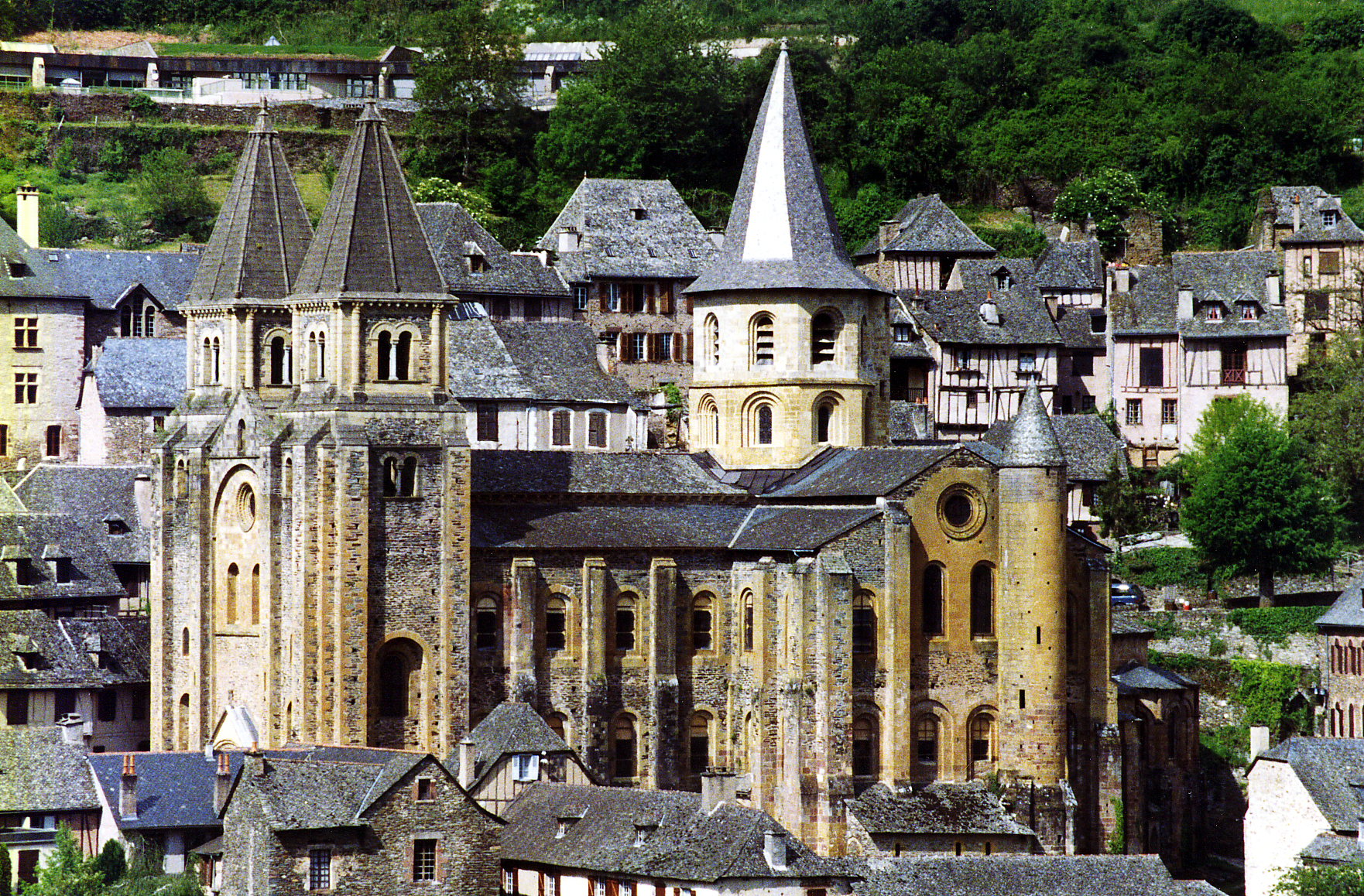
Die romanische Klosterkirche Sainte-Foy in Conques an der Via Podiensis

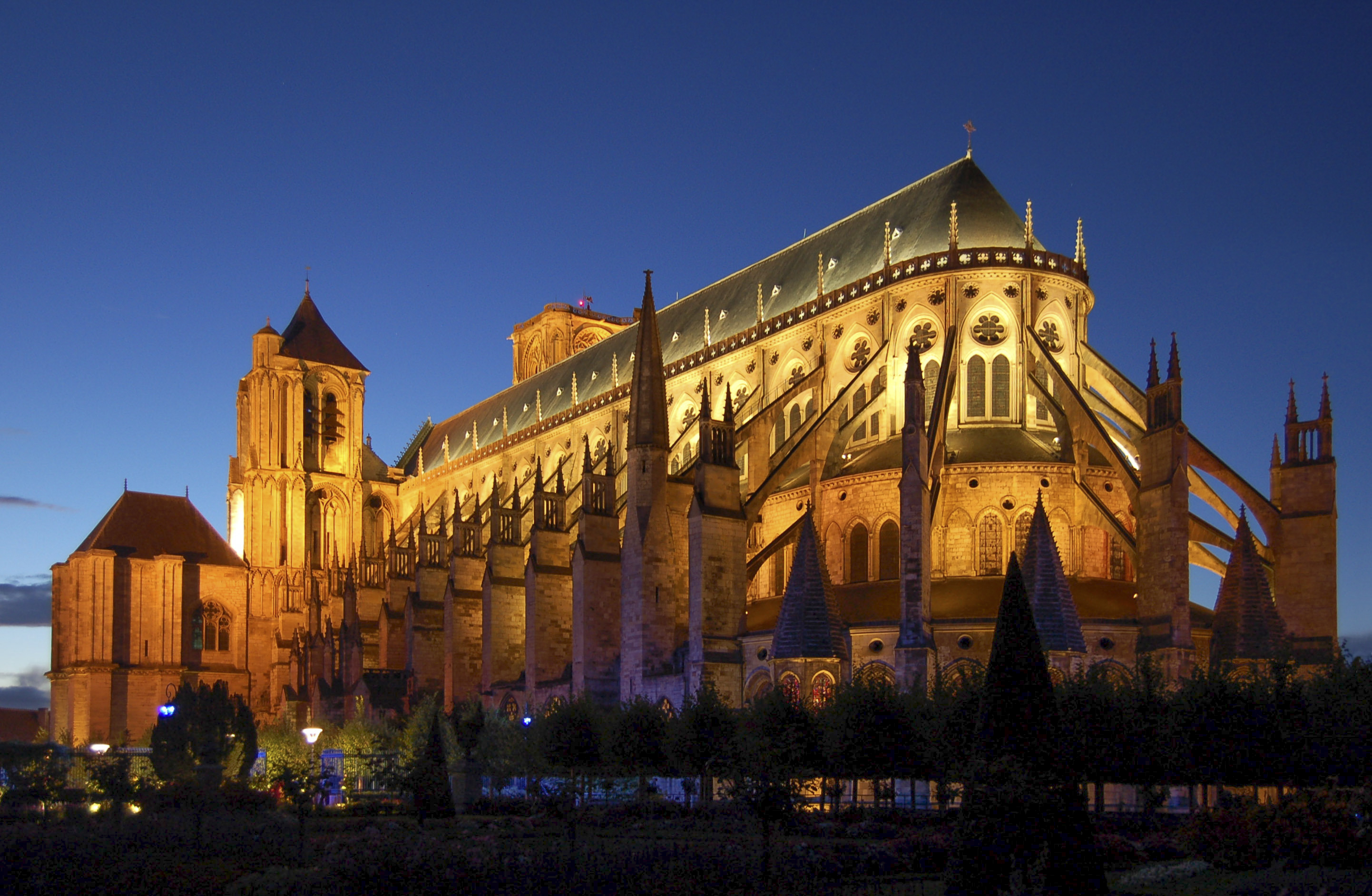
Die Kathedrale von Bourges an der Via Lemovicensis

Bei der Ernennung des spanischen Camino Francés wurde gleich angeregt, die Welterbestätte noch um weitere Wegeabschnitte in Europa in zu erweitern. In Frankreich sollte es jedoch bis 1998 dauern, bis dies realisiert wurde. Dabei wurde auch nicht, wie z. B. bei der Berglandschaft Monte Perdido, eine gemeinsame, grenzübergreifende Stätte eingerichtet, sondern ein getrennter Antrag gestellt.
Als Hintergrund dazu ist wohl zu sehen, dass der Erhaltungszustand der Pilgerrouten in Frankreich deutlich schlechter ist. So musste zunächst eine umfassende Bestandsaufnahme geleistet werden, um die historischen Wege und die mit ihnen verbundenen Bauwerke zu identifizieren. Von 5000 Kilometern Wegstrecke waren am Ende nur 157,5 Kilometer in einem Zustand, der eine Nominierung als Welterbe rechtfertigten. Von 800 Bauwerken, die mit der Pilgerfahrt in Beziehung stehen, wurde eine Gruppe von 71 besonders herausragenden Beispielen ausgewählt. Kriterien dafür waren, dass sie den Verlauf der Wege markieren, dass sie die historische Entwicklung zwischen dem 11. und 15. Jahrhundert verdeutlichen, und dass sie die Aspekte von Gebet, Ruhe, Fürsorge und Reisen repräsentieren.
49 der ausgewählten Bauten stehen entlang der vier historischen Routen, die im 5. Buch des Liber Sancti Jacobi beschrieben wurden: der Via Turonensis, der Via Lemovicensis, der Via Podiensis und der Via Tolosana. 22 weitere sind auf andere Weise mit der Pilgerroute verbunden. Die geschützten Wegstrecken sind sieben kürzere Teilstrecken der Via Podiensis.
Verwaltet werden die Stätten seit 1990 von der Association de Coopération Interrégionale „Les chemins de Saint-Jacques de Compostelle“ (A. C. I. R.), einem Zusammenschluss verschiedener Regionalversammlungen, Departements und Kommunen.

### Jakobsmuschel

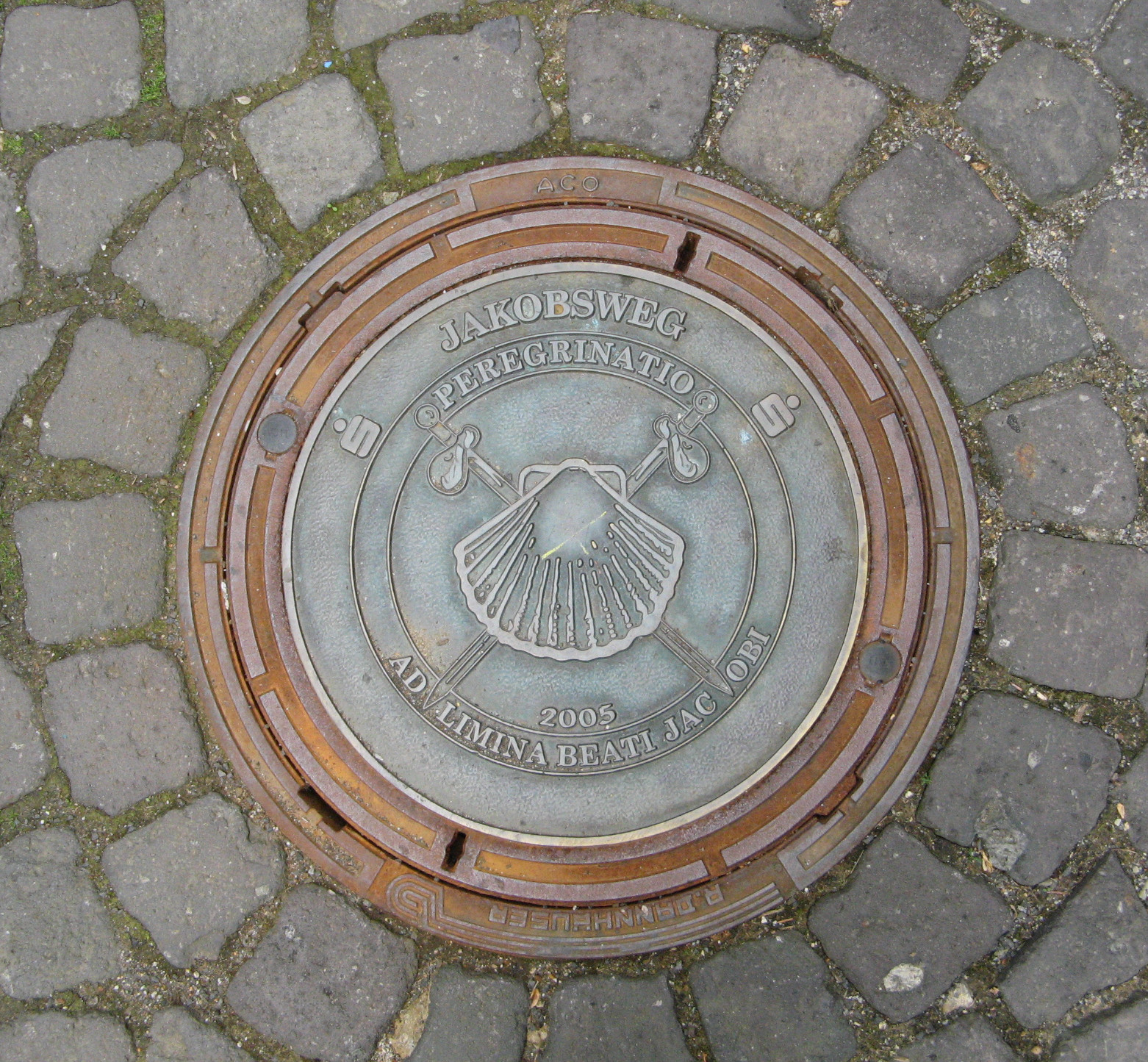
Schachtdeckel auf dem Jakobsweg in Mayen

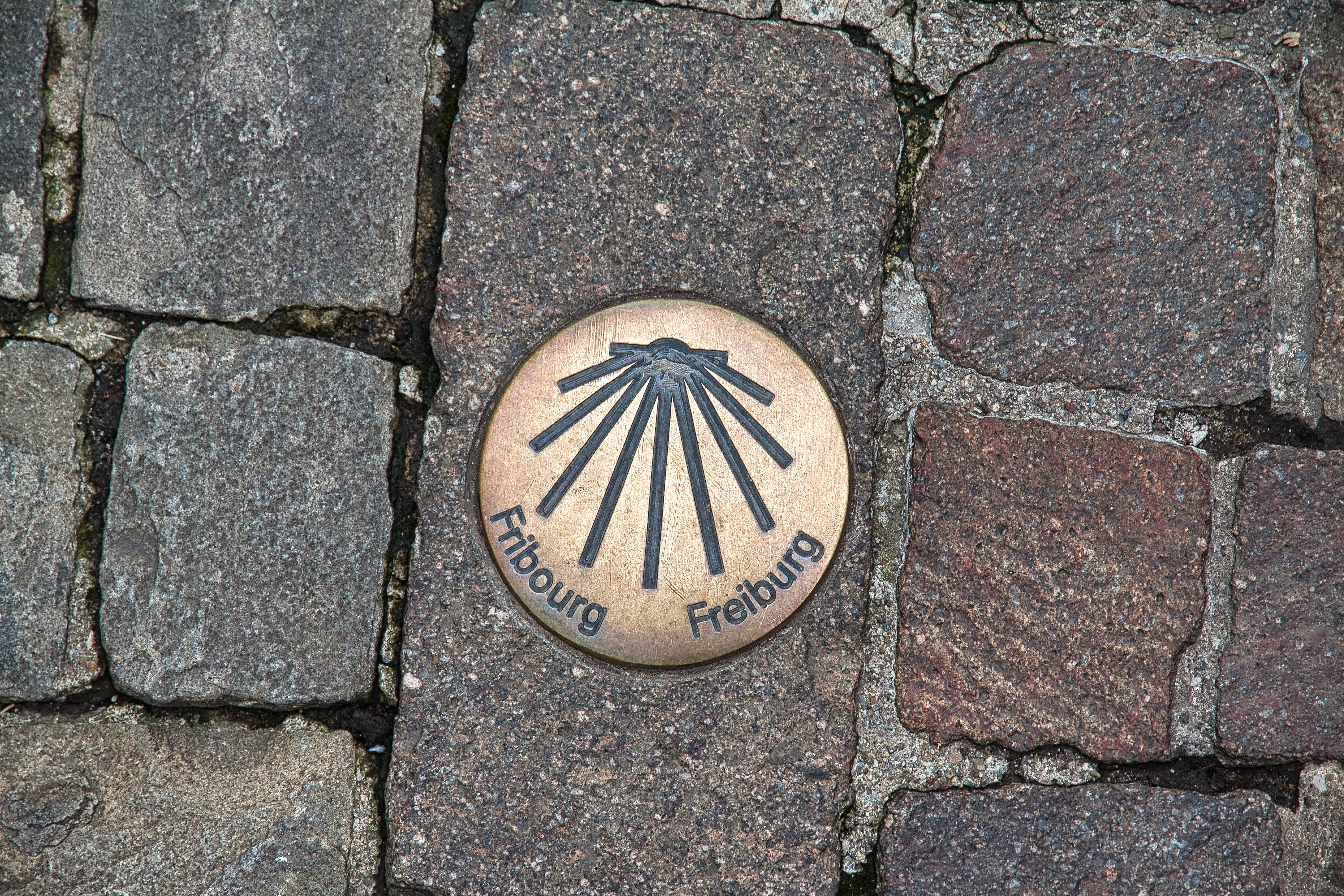
Jakobsmuscheln markieren den Pilgerweg in Freiburg, Schweiz

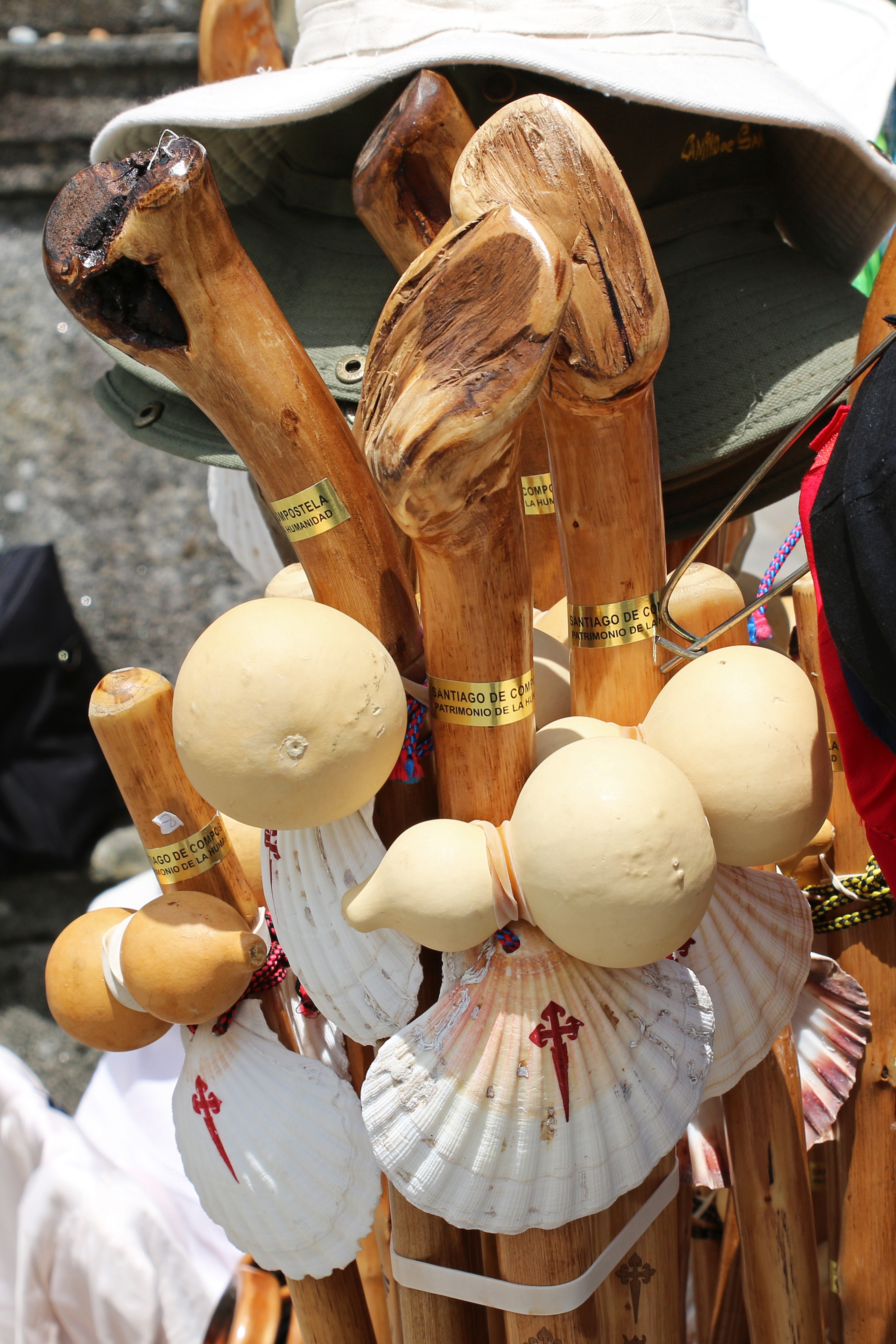
Pilger-Souvenirs gesehen in Santiago de Compostela

An allen Pilgerzielen im Mittelalter konnte man Pilgerabzeichen erwerben. Sie sollten den Pilger auf dem Heimweg und auch noch in der Heimat schützen. Das Pilgerabzeichen der Santiagopilger war (und ist) die Jakobsmuschel, die ursprünglich auch als Nachweis diente, dass der Pilger die Reise tatsächlich absolviert hatte; seit dem 13. Jahrhundert wurde dies durch ein Beglaubigungsschreiben beurkundet, die heutige La Compostela. Daneben hatte die Jakobsmuschel aber auch den praktischen Wert, dass der Pilger sie zum Wasserschöpfen verwenden konnte.
Darüber hinaus galt die Muschel in der bildenden Kunst und Literatur des Mittelalters als äußeres Kennzeichen für Pilger generell. So beschreibt z. B. Gottfried von Straßburg in seinem Tristan um 1200 zwei Pilger (wallaere), an deren Gewänder mermuschelen genäht sind (Vv.2633f). Etwa hundert Jahre später finden wir sie am Hut des Minnesängers Johannes Hadlaub in der Manessischen Liederhandschrift wieder. Heute stellt die Jakobsmuschel auch eine Orientierungshilfe dar, deren Symbol man als Zeichen des Jakobsweges an vielen Stellen des Weges findet.

### Jakobusbruderschaften
Bruderschaften, die sich häufig unter das Patrozinium des Apostels Jakobus stellten, kümmerten sich um das seelische und leibliche Wohl der Pilger. Ihre Angehörigen gründeten Hospitäler und tätigten Stiftungen zur Versorgung von Pilgern. Der Pilger, der sich durch bestimmte äußere Kennzeichen – Pilgerstab, Pilgerhut und relativ reglementierte Bekleidung – und auch durch sein frommes Verhalten zu erkennen gab, galt als hochachtungs- und schützenswert. Ihm zu helfen, ihm das Obdach für eine Nacht zu bieten, auch Speis und Trank, galt als allgemeine Christenpflicht. Zahlreiche Hospitalbauten in Europa zeugen von der Kraft dieser frommen Massenbewegung.
Im Zuge der Wiederbelebung der Santiagopilgerfahrt seit dem ausgehenden 20. Jahrhundert wurden zahlreiche Jakobusgesellschaften und Jakobusbruderschaften neu oder wieder begründet, unter anderem die Deutsche St. Jakobus-Gesellschaft oder die St. Jakobusbruderschaft Trier. Ihre Aufgaben sind die Beratung von Pilgern, die Sorge um eine Infrastruktur der Wege (Herbergen, Ausschilderung), die Ausgabe von Pilgerausweisen, die wissenschaftliche Aufarbeitung der Pilgertraditionen und die europäische Zusammenarbeit.

## Trivia
In Spanien und Frankreich wird die Urkunde La Compostela zunehmend in Bewerbungsunterlagen verwendet. Die Bewerber wollen damit zeigen, dass sie über eine Fachkompetenz hinaus auch in sozialem und spirituellem Verhalten eingeübt sind.
Bekannte Pilger der Neuzeit sind Papst Johannes Paul II., der Europa-Abgeordnete Otto von Habsburg, die Schriftsteller Cees Nooteboom, David Lodge, Henrik Stangerup und Paulo Coelho, der Psychologe Hans Aebli, die Schauspielerin Shirley MacLaine, die Schauspieler Kristian Kiehling und Ulrich Reinthaller, die Entertainer Hape Kerkeling, Frank Elstner und Alexander Rüdiger, der Sänger DJ Ötzi, die Malerin Diane Herzogin von Württemberg und die US-amerikanische Präsidententochter Jenna Bush.
Im Jahre 2007 machte sich der „Kerkeling-Effekt“ auf dem Camino francés bemerkbar. Kerkeling schrieb im Mai 2006 das Buch Ich bin dann mal weg über seine Pilgerreise auf dem Jakobsweg im Jahr 2001, das zum meistverkauften Buch des Jahres 2006 (über zwei Millionen verkaufte Exemplare) in Deutschland wurde. Nach Angaben der Deutschen St. Jakobus-Gesellschaft stieg die Zahl der deutschen Pilger, die bei ihrer Ankunft in Santiago registriert wurden, im Vergleich zum Vorjahr überproportional von 8.097 auf 13.837. Dabei waren zwölf Prozent aller Pilger, die in Santiago ankamen, Deutsche.
Der 69-jährige ehemalige Trainer der spanischen Fußballnationalmannschaft, Luis Aragonés, machte im April 2008 sein Gelübde bekannt, zusammen mit seiner Frau nach Santiago de Compostela zu pilgern, wenn Spanien die XIII. Fußball-Europameisterschaft 2008 gewinnen sollte. Spanien gewann.
2021 wurde das letzte reguläre heilige Jakobusjahr (am Sonntag, dem 25. Juli 2021) gefeiert. Papst Franziskus hat aufgrund der Coronapandemie einer Verlängerung des Heiligen Jahres bis zum 31. Dezember 2022 zugestimmt. Die Heilige Pforte in Santiago de Compostela blieb somit auch 2022 geöffnet.

### Grundlagen
- Pierre Barret, Jean Noel: Unterwegs nach Santiago, Auf den Spuren der Jakobspilger. Herder Verlag, Freiburg 1982, ISBN 3-451-19709-X.
- Yves Bottineau: Der Weg der Jakobspilger. Aus dem Französischen. (April). Bastei-Lübbe-Taschenbuch, Bergisch Gladbach 1992, ISBN 3-404-64111-6, S. 364.
- Paolo Caucci von Saucken: Pilgerwege. Santiago de Compostela. Lizenzausgabe Verlagsgruppe Weltbild, Augsburg 2004, ISBN 3-8289-3593-1, S. 387.
- Andreas Drouve, Erich Spiegelhalter, Martin Schulte-Kellinghaus: Jakobsweg. Mythen & Legenden. Stürtz Verlag, Würzburg 2008, ISBN 978-3-8003-1895-7.
- Andreas Drouve (Hrsg.): Der Jakobsweg: Ein literarischer Reiseführer. Lambert Schneider, Darmstadt 2011, ISBN 978-3-650-23835-1, S. 144.
- Roland Girtler: Irrweg Jakobsweg. Die Narbe in den Seelen von Muslimen, Juden und Ketzern. Edition Gutenberg/Leykam Buchverlag, Graz 2005, ISBN 3-900323-85-2.
- Patrick Heiser, Christian Kurrat: Pilgern gestern und heute. Soziologische Beiträge zur religiösen Praxis auf dem Jakobsweg. Lit-Verlag, Münster/Berlin 2012, ISBN 978-3-643-11889-9.
- Klaus Herbers: Jakobsweg. Geschichte und Kultur einer Pilgerfahrt. Beck, München 2006, ISBN 3-406-53594-1.
- Heinrich Kanz: Die Jakobswege als erste europäische Kulturstrasse. Wanderpädagogische Reflexionen. Lang, Frankfurt a. M, Berlin, Bern, New York, Paris, Wien 1995, ISBN 3-631-48407-0.
- Christoph Kühn: Die Pilgerfahrt nach Santiago de Compostela. Geschichte, Kunst und Spiritualität. Plöttner Verlag, Leipzig 2005, ISBN 3-938442-01-8.
- Gioia Lanzi, Nando Lanzi: Der Jakobsweg. Geschichte und Kultur. Primus Verlag, Darmstadt 2012, ISBN 978-3-86312-305-5, S. 240.
- Peter Lindenthal: Peregrinatio Compostellana anno 1654 – Die abenteuerliche Pilgerreise des Christoph Guntzinger von Wiener Neustadt nach Santiago. Tyrolia-Verlag, Innsbruck 2014, ISBN 978-3-7022-3303-7, S. 293.
- Wolfgang Lipp: Das Erbe des Jakobus. Zur Vorgeschichte und Geschichte, zur theologischen und religiösen Bedeutung der Jakobuswallfahrt. Mit einem Anhang über die deutschen Pilgerwege. C-&-S-Verlag, Laupheim 2008, ISBN 978-3-937876-18-4.
- Itzíar López Guil, Luís Manuel Calvo Salgado (Hrsg.): El camino de Santiago. Encrucijada de saberes. Vervuert, Frankfurt am Main 2011, ISBN 978-3-86527-616-2.
- Katharina Maak: Der Jakobsweg als Faktor touristischer Entwicklung in ländlichen Regionen. Castilla y León und Brandenburg im Vergleich. Verlag Dr. Kovac, Hamburg 2010, ISBN 978-3-8300-5115-2.
- Bettina Marten: Der spanische Jakobsweg – Ein Kunst- und Kulturführer. Reclam, Stuttgart 2011, ISBN 978-3-15-018792-0.
- St. Jakobusbruderschaft Trier (Hrsg.): Pilgern auf Jakobswegen im Wandel. Entwicklungen – aktuelle Herausforderungen – Trends. Echter-Verlag, Würzburg 2023, ISBN 978-3-429-05905-7.
- Michael Vogler: Der Jakobsweg als mystischer Lehrpfad. Vom tieferen Sinn des Pilgerns. Grin Publishing, München 2012, ISBN 978-3-656-18527-7.

### Drama/Belletristik
- Paulo Coelho: Auf dem Jakobsweg: Tagebuch einer Pilgerreise nach Santiago de Compostela. Diogenes, Zürich 1999, ISBN 3-257-23115-6.
- Anton Dietzenschmidt: Die St. Jakobsfahrt. Eyn Legendenspiel in drey Aufzügen. Oesterheld, Berlin 1920.
- Ulrich Hagenmeyer: Das Ziel ist der Weg. Auf dem Jakobsweg nach Santiago de Compostela. Kreuz Verlag, 2003, ISBN 3-451-61025-6.
- Hape Kerkeling: Ich bin dann mal weg – Meine Reise auf dem Jakobsweg. Malik Verlag, München 2006, ISBN 3-89029-312-3.
- Tim Moore: Zwei Esel auf dem Jakobsweg. Wie ein Engländer sein Herz an Spanien verlor. Piper, München 2009, ISBN 978-3-492-25144-0.
- Felix Bernhard: Dem eigenen Leben auf der Spur: Als Pilger auf dem Jakobsweg. Scherz, Frankfurt 2007, ISBN 978-3-502-15093-0.
- Eduard Freundlinger: Wie ich vom Weg abkam, um nicht auf der Strecke zu bleiben. Meine Pilgerreise. Allitera Verlag, München 2016, ISBN 978-3-86906-961-6.
- Herbert Hirschler: Himmel, Herrgott, Portugal: Der portugiesische Jakobsweg. Leykam, Graz 2017, ISBN 978-3-7011-8045-5.

### Hörbücher
- Auf dem Jakobsweg – Pilgerreise nach Santiago de Compostela. Frankfurt am Main 2006, ISBN 3-89843-949-6 (F.A.&Z.-Audio-Dossier).
- Klaus Herbers: Jakobsweg – Geschichte und Kultur einer Pilgerfahrt. AME hören, 2008, ISBN 978-3-938046-84-5 (160 Min. Gelesen v. Olaf Pessler, 2 Audio CDs).
- Raimund Joos, Elisabeth Graf, Ludwig Mödl: 1000000 Schritte – Jakobsweg live: Eindrücke, Begegnungen, Geschichte und Spiritualität. Auditorium Verlag, Schwarzach 2008, ISBN 978-3-8302-8511-3 (8 CDs).
- Shirley MacLaine: Der Jakobsweg. Steinbach Sprechende Bücher, 2008, ISBN 978-3-88698-043-7 (4 CDs).

### Film
- Die Milchstraße (La voie lactée) von Luis Buñuel, Frankreich 1969
- La Chanson de Roland von Frank Cassenti, Frankreich 1978
- Nach Santiago! Eine Pilgerstraße ans Ende der Welt. Dokumentarfilm von Friederike Hassauer und Peter Roos, Erstausstrahlung WDR III 1982
- St. Jacques – pilgern auf französisch, (französischer Originaltitel Saint-Jacques… La Mecque), Regie Coline Serreau, Frankreich 2005
- Brüder III – Auf dem Jakobsweg, dritter Teil einer österreichischen Film-Trilogie, Österreich 2006
- Al final del camino von Roberto Santiago, Spanien 2009
- Dein Weg (Originaltitel: The Way) von Emilio Estevez, USA 2010
- Ich trag dich bis ans Ende der Welt mit Elmar Wepper und Ann-Kathrin Kramer, Deutschland 2010
- Camino de Santiago, Dokumentarfilm von Jonas Frei, Schweiz 2015
- Ich bin dann mal weg, Deutschland 2015
- Footprints – Der Weg deines Lebens, Deutschland 2018
- Mein härtester Weg – Pilgern nach Santiago de Compostela, Deutschland 2019

### Musik
- Fidelio F. Finke: Die Jakobsfahrt. Oper, Prag 1936.
- Dick Le Mair: Impressions of a Pilgrimage 2-CD-BOX, Melodia, Frechen 2007, EAN 4 260 153 820023
- The Chieftains: Santiago, 1996

### Multimedia
- Landschaftsverband Rheinland (Hrsg.): Jakobswege DVD – Wege der Jakobspilger im Rheinland, 1 barrierefreie DVD-ROM. J. P. Bachem Verlag, Köln 2005, ISBN 3-7616-1976-6.
- Ulrike Spichal: Jakobskult in Westfalen. Pilger auf dem Weg, CD-ROM mit Begleitheft, (Westfalen im Bild 4). LWL-Medienzentrum für Westfalen, Münster 2007, ISBN 978-3-923432-58-5.